# Landesbühne Niedersachsen Nord

Logo der Landesbühne

Die Landesbühne Niedersachsen Nord (LBNN) ist ein 1952 gegründetes Theater mit Standort in Wilhelmshaven. Hervorgegangen aus der Ostfriesischen Landesbühne in Leer, ist es heute eine von zwei Landesbühnen in Niedersachsen (neben dem Theater für Niedersachsen in Hildesheim). Zu den Besonderheiten dieser Häuser zählt es, dass sie nicht nur jeweils ihren Stammort und Verwaltungssitz mit Theaterkunst versorgen, sondern darüber hinaus auch ein großes Spielgebiet im ländlichen Raum. Im Fall der Landesbühne Niedersachsen Nord, die in den 1950er Jahren noch bis in die Lüneburger Heide reiste, änderten sich die Spielorte anfangs jährlich. Heute präsentiert das Theater seine Inszenierungen in einer von 720.000 Menschen bewohnten Region, die von Ostfriesland über das Emsland bis in das Oldenburger Münsterland reicht.
Die Landesbühne Niedersachsen Nord beschäftigt über 100 Mitarbeiter, darunter 22 Schauspieler, die jährlich mehr als 500 Aufführungen im kompletten Spielgebiet ermöglichen. Schwerpunkte sind das Schauspiel und das Kinder- und Jugendtheater.
Träger des größten Kulturinstituts in Nordwestdeutschland war von Beginn an der „Zweckverband der Landesbühne Niedersachsen Nord“, dem die Landkreise und Städte des Spielgebietes angehören. Zusammen mit dem Land Niedersachsen gewährt der Zweckverband dem Theater jährliche Zuschüsse. Annähernd 30 Prozent seines Etats erwirtschaftet das Theater selbst.

## Geschichte

### 1947 bis 1952: Von Leer nach Wilhelmshaven
Die Geschichte der LBNN begann unmittelbar nach dem Ende des Zweiten Weltkrieges, als mit den in Leer gegründeten Ostfriesischen Kammerspielen und der auf der Nordseeinsel Norderney ins Leben gerufenen Neuen Bühne die Vorläufer der Landesbühne ihren Spielbetrieb aufnahmen. Die finanziell auf wackligen Beinen stehenden Theater fusionierten zu der ab Juni 1948 so bezeichneten Ostfriesischen Landesbühne GmbH in Leer, die nach Plänen ihrer Leiter verschiedene Gastspielorte mit Theaterkunst aller Sparten versorgen sollte. Schon recht bald zeigte sich aber, dass Leer für die Unternehmung einer Tourneebühne entscheidende Nachteile aufwies: Der Ort lag einerseits nicht zentral genug für die Abstecher zu den verschiedenen Spielstätten, andererseits war das Einzugsgebiet der Stadt selbst zu klein. Ein Umzug in die nahegelegene Großstadt Wilhelmshaven, die seit ihrer Gründung im Jahr 1869 über eine reiche Theatertradition verfügte, war aus diesem Grund naheliegend.

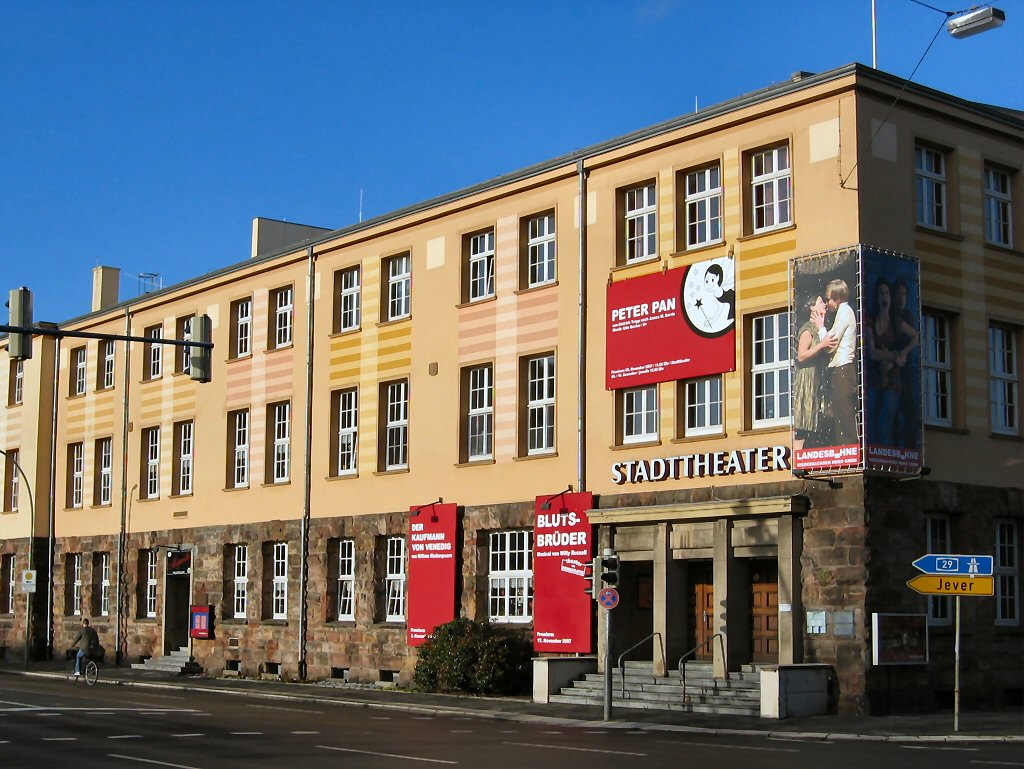
Das Stadttheater Wilhelmshaven, seit 1952 Spielstätte und Verwaltungssitz der Landesbühne Niedersachsen Nord

Im Zuge des Wiederaufbaus nach dem Krieg war in Wilhelmshaven bereits im April 1947 ein „Theaterbauverein“ mit dem Ziel gegründet worden, die Errichtung eines neuen Theaters voranzutreiben, das die 1943 dem Luftkrieg zum Opfer gefallene Städtische Bühne im Seemannshaus ersetzen sollte. Nach vielen Diskussionen entstand ein neues Bühnengebäude durch den Umbau der zentral gelegenen ehemaligen Marine-Intendantur aus dem Jahr 1904. Der Lichthof des Gebäudes an der Kreuzung Virchow-/Ecke Peterstraße, eine Fläche von 13 mal 31 Metern, wurde überdacht, auf diese Weise Platz für die Bühne und den Zuschauerraum gewonnen. Die vormaligen Diensträume wichen auf zwei Stockwerken dem neugeschaffenen Foyer sowie Büros für die Angestellten. Die Sitze des Theaters – 718 im Parkett und 155 auf den Rängen – wurden von der Wilhelmshavener Bevölkerung gespendet, die damit ihre Anteilnahme an der neuen Kulturinstitution bekundete.
Das neue Stadttheater Wilhelmshaven war anfangs jedoch ein „Haus ohne Ensemble“. Erst durch die schließlich 1952 vom niedersächsischen Kultusminister Richard Voigt vorgenommene Umgründung der Ostfriesischen Landesbühne in die Landesbühne Niedersachsen Nord, mit Verwaltungssitz in Wilhelmshaven, kam das Stadttheater in den Genuss regelmäßiger Schauspiel-Aufführungen. Gleichzeitig wurde vereinbart, dass das Stadttheater auch musikalische Produktionen des Oldenburgischen Staatstheaters, plattdeutsche Stücke der seit 1932 existierenden Niederdeutschen Bühne und Konzerte des Städtischen Orchesters beherbergen sollte. Die Landesbühne wiederum hatte ein großes Spielgebiet vom Emsland bis in die Lüneburger Heide abzudecken und gastierte in ihren ersten Jahren außer an ihrem Stammort Wilhelmshaven in den folgenden Städten, Gemeinden und Kurorten: Ahmsen, Aurich, Brake, Emden, Esens, Jever, Juist, Leer, Meppen, Norden, Norderney, Oldenburg, Papenburg, Pewsum, Rotenburg/Wümme, Sögel, Soltau, Stade, Varel, Weener, Werlte, Westrhauderfehn, Wittmund und Zeven. Manche dieser Orte unterhielten später nicht dauerhaft ein eigenes Theater, andere Orte fielen in den Zuständigkeitsbereich der ebenfalls 1952 gegründeten Landesbühne Hannover (heute: Theater für Niedersachsen mit Sitz in Hildesheim), so dass sich das Spielgebiet der LBNN anfangs von Saison zu Saison unterschied.
Um die Landesbühne auf eine solide rechtliche und finanzielle Basis zu stellen, wurde schon 1947 der „Zweckverband der Landesbühne Niedersachsen Nord“ gegründet, dem Vertreter der kreisfreien Städte, der kreisangehörigen Städte und der Landkreise im Spielgebiet angehören. Unmittelbares organisatorisches Vorbild der Körperschaft, die ihren Sitz bis heute in Aurich hat, war dabei eine Institution abseits der Kulturarbeit, nämlich der „Zweckverband zur Kadaververwertung in Ostfriesland“. Seit 1953 fungiert der Verband als alleiniger Gesellschafter einer GmbH. Zu den Aufgaben seines Aufsichtsrates zählt es, den Intendanten der Landesbühne zu bestellen. Die Mitglieder des Zweckverbandes zahlen Beiträge auf Basis ihrer Einwohnerzahl, die zusammen mit den Zuschüssen des Landes Niedersachsen ein wichtiges wirtschaftliches Fundament der Landesbühne bilden.

### 1952 bis 1958: Die ersten Spielzeiten
Die ersten künstlerischen Leiter der LBNN hatten noch in Leer gewirkt: Wilhelm Grothe und Herbert Paris. Letzterer übernahm ab 1952 gleichzeitig die Funktion eines Intendanten des Stadttheater Wilhelmshaven. Diese Personalunion – Leiter der Landesbühne und Intendant – stellte bis Mitte der 1990er Jahre die Regel in Wilhelmshaven dar, aber es gab auch Ausnahmen. Zwischen 1958 und 1964 stand zum Beispiel Rudolf Sang, der frühere Oberspielleiter in Oldenburg, dem Stadttheater vor, während Rudolf Stromberg in diesem Zeitraum als Intendant der LBNN tätig war.
Die erste Inszenierung der Landesbühne Niedersachsen Nord, eine Einstudierung des Hamlet, hatte am 19. Oktober 1952 in Form einer Festaufführung Premiere in Wilhelmshaven. Die Titelrolle spielte an diesem Abend der Gast Bernhard Minetti. Am Vormittag desselben Tages war das Stadttheater mit einer Matinee-Veranstaltung offiziell eröffnet worden; die Festrede hielt der Berliner Theaterwissenschaftler Hans Knudsen. In den ersten Spielzeiten überwogen deutlich Aufführungen von Klassikern. Neben einigen Stücken des jungen Schiller (Die Verschwörung des Fiesco zu Genua, Don Karlos) standen dabei große und ein personell begrenztes Ensemble herausfordernde Produktionen wie Ein Wintermärchen von Shakespeare oder Der Ritter von Zalamea von Calderón auf dem Programm. Doch auch die moderne Dramatik der ersten Nachkriegsjahre fand Einzug in die Landesbühne; so wurde Sartres Geschlossene Gesellschaft ebenso gezeigt wie Arthur Millers Stücke Alle meine Söhne und Hexenjagd. Unerschrockenheit bewies die Bühne mit einigen Uraufführungen sowie der Inszenierung von Rolf Honolds Schauspiel Der Stoß nach Ssogrebitsche, einer frühen Auseinandersetzung mit den Kriegsjahren. Als lokale Besonderheit gelangte das Drama Nicht im Hause, nicht auf der Straße zur Aufführung, dessen Autor Hans-Joachim Haecker als Lehrer an einem Wilhelmshavener Gymnasium arbeitete. Die Inszenierung, die eine Klageprozession enthielt und Wachträume des Protagonisten thematisierte, forderte die Schauspieler zu einem nicht-mimetischen Spielstil heraus und wurde vom Publikum zurückgewiesen. Dennoch bescheinigte die Kritik den Verantwortlichen, zeitgenössisches Theater zu machen: „Einen Vorwurf darf man der Wilhelmshavener Landesbühne nicht mehr machen: Mangel an Experimentierfreudigkeit und Nichtentsprechen der geistigen Strömungen unserer Zeit.“
Schon im Sommer 1955 wechselte Herbert Paris nach Hamburg an die Staatsoper, während Wilhelm Grothe ebenfalls in die Hansestadt zog und dort als Schauspieler wirkte. Deren Nachfolger Hermann Ludwig, der zuvor die Volksbühne in Hannover geleitet hatte, eröffnete seine Intendanz mit Lessings Nathan der Weise. Er führte in vielerlei Hinsicht das Werk von Grothe und Paris fort. So präsentierte er mit Blick von der Brücke ein weiteres Drama von Arthur Miller und griff aktuelle Probleme auf. In Wilhelmshaven wurde Gerd Oelschlegels Stück Die tödliche Lüge uraufgeführt, das das Schicksal eines Ehepaares aus der Sowjetischen Besatzungszone und dessen Versuche beleuchtet, in der westdeutschen Gesellschaft Fuß zu fassen.

### 1958 bis 1973: Rudolf Stromberg
Leiter der Landesbühne wurde 1958 Rudolf Stromberg. Der Vater des späteren Intendanten des Deutschen Schauspielhauses in Hamburg, Tom Stromberg, hatte in Wien, Graz, Stuttgart, Mannheim und schließlich Wilhelmshaven Erfahrungen als Schauspieler, Dramaturg und Regisseur gesammelt, außerdem eine Zeitlang als Kritiker gearbeitet. Er war mit dem Metier des Theaters also von allen Seiten vertraut. Der häufig ortsabwesende Intendant Ludwig hatte ihn zudem mit Führungsaufgaben betraut und ihn zu seinem Nachfolger erkoren.
Stromberg setzte sich von Anfang an dafür ein, die Arbeitsbedingungen der Landesbühne und ihres Ensembles an allen Spielstätten zu verbessern. Der Westflügel des Stadttheaters in Wilhelmshaven wurde ausgebaut, wodurch neue Magazinräume, eine neue Schneiderei und eine kleine Probebühne entstanden. Der Name Strombergs ist aber vor allem mit einer Reihe von neuen Saalbauten verbunden, die nach seiner Konzeption an verschiedenen Orten des Spielgebietes errichtet wurden. Die neu gewonnenen Spielflächen befanden sich in der Regel in Schulgebäuden, wo sie als Aulen zur Verfügung standen, gleichzeitig aber auch den Erfordernissen des Theaterbetriebes (Bühne mit Mindestfläche, ausreichende Beleuchtung, ansteigende Stuhlreihen, Garderobenräume etc.) genügen mussten. Ein erwünschter Nebeneffekt dieser Bautätigkeit lag darin, dass Schüler oft einen beträchtlichen Teil des Publikums ausmachten. Die Idee der Saalbaukette, die bundesweit Beachtung fand und in Schleswig-Holstein kopiert wurde, hatte außerdem den Vorteil, dass an den verschiedenen Orten ähnliche Bedingungen herrschten und beispielsweise die Bühnenbilder nicht jeweils den lokalen Verhältnissen angepasst werden mussten.

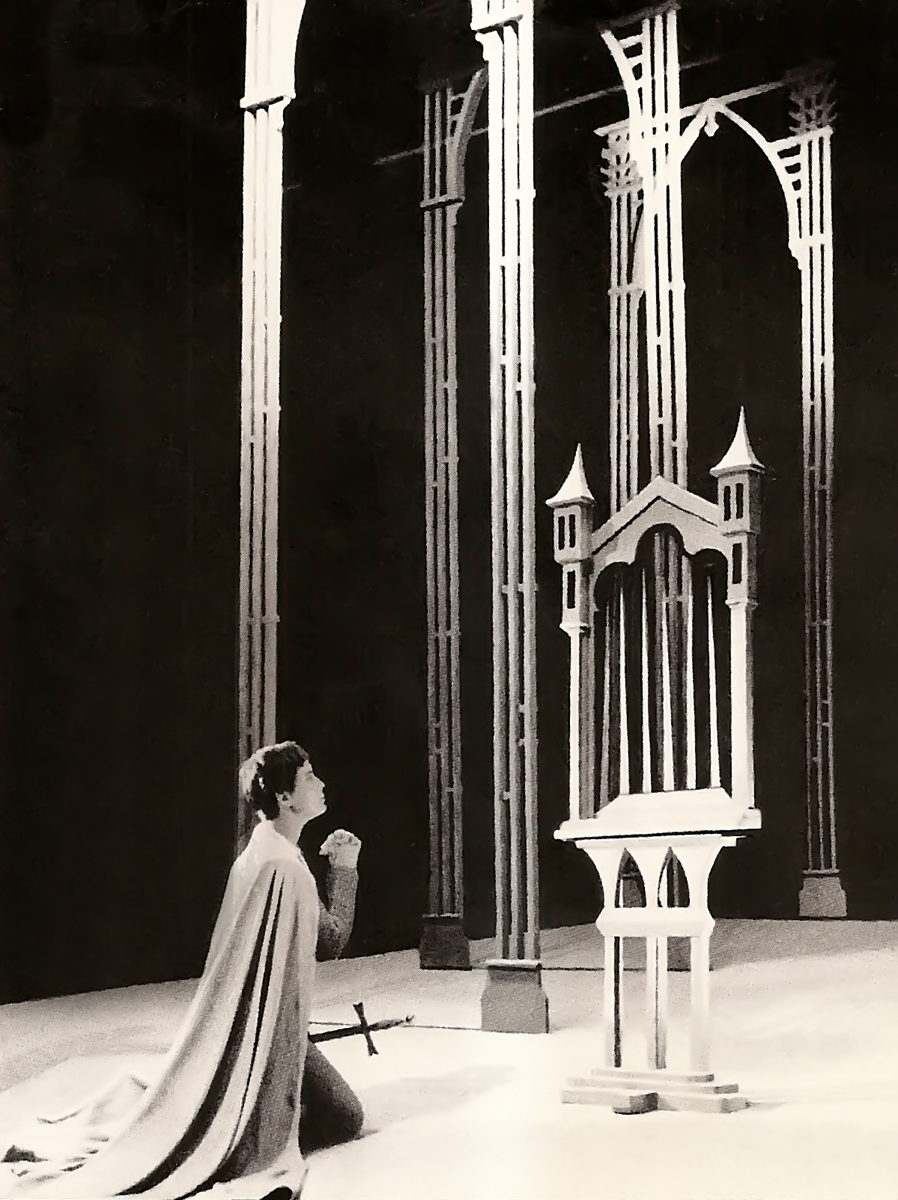
George Bernard Shaw: Die heilige Johanna, Saison 1958/59, Regie: Rudolf Stromberg

Auch in künstlerischer Hinsicht hatte Stromberg klare Vorstellungen. Er versuchte, die Zahl der Gastspiele anderer Bühnen in Wilhelmshaven zu minimieren und dadurch den Ensemblegeist an der Landesbühne zu stärken. Seine Inszenierungen klassischer Stücke (zum Beispiel von Shakespeare, Schiller, Ibsen und Shaw) standen in der Tradition des Regietheaters, passten sich mit teilweise umfassenden Strichen den jeweiligen Zeithintergründen an und wurden auch außerhalb der Landesgrenzen wahrgenommen. Vor allem aber öffnete sich Stromberg der zeitgenössischen Dramatik. Das seit Mitte der 1950er Jahre im Entstehen begriffene absurde Theater war an der Landesbühne durch Autoren wie Eugène Ionesco (Die kahle Sängerin; Die Unterrichtsstunde; Die Nashörner) und Wolfgang Hildesheimer (Die Verspätung) früh repräsentiert. Im Laufe der 1960er Jahre verschoben sich die Akzente zugunsten einer bewusst gesellschaftskritischen Literatur. Zu sehen waren nun zweimal das Anti-Kriegs-Stück Mutter Courage und ihre Kinder von Bertolt Brecht, eine Reihe der bitteren Komödien Friedrich Dürrenmatts, die kabarettistisch-skizzenhaften Nachrichten aus der Provinz von Jochen Ziem oder Heinar Kipphardts heftig diskutiertes Zeitstück In der Sache J. Robert Oppenheimer. Nachhaltig vertraut machte Stromberg sein Publikum außerdem mit dem aktuellen französischen Theater; in das Repertoire gelangten unter anderem Stücke von Sartre, Camus, Giraudoux, Anouilh und Queneau. Stromberg lehnte leichte, unverpflichtende Unterhaltung ab und verteidigte seinen Spielplan mit einem von Sartre abgeleiteten Begriff als „engagiertes Theater“. „Wir wollen“, schrieb er in einer ersten Bilanz nach fünf Jahren, „daß die Ereignisse auf der Bühne […] den Besucher aufrufen, alte Gedanken und Überzeugungen neu zu überdenken, ihn mahnen zur Selbstbesinnung, zur Erkenntnis und Kritik seiner Tugenden und Untugenden, ihn auffordern, mit klarem, besserem Bewusstsein [sic] zu leben, ihm Mut eingeben, selbstbewußter, individualistischer, beherzter und konsequenter seinen Weg zu gehen.“
Diese Theaterauffassung führte teilweise zu Konflikten mit dem Publikum, das gerade in den kleineren Spielorten der Landesbühne (zum Beispiel in Varel und Jever) nicht mehr so zahlreich zu den Aufführungen erschien. Das Theater reagierte mit einer Serie von „Ausspracheabenden“, an denen neben dem Intendanten und Regisseuren auch Repräsentanten der Volkshochschulen oder kommunalen Bibliotheken teilnahmen. Allein im Frühjahr 1969 beteiligten sich Vertreter der Landesbühne an nicht weniger als 21 Diskussionsrunden im gesamten Spielgebiet. In der Repertoirepolitik zeigte sich die LBNN jedoch nicht kompromissbereit. Dem Bedürfnis nach einem nicht anklagenden, nicht bedrückenden Theater, das vor allem die ältere Generation in den Diskussionen geltend gemacht hatte, wollte die Intendanz mit der Ansetzung von Peter Handkes Sprechstück Publikumsbeschimpfung begegnen. Der Autor untersagte dem Theater jedoch, wie auch anderen Bühnen zu jener Zeit, sein Stück zu spielen. Aus dieser Not – und aus einem gewissen Ärger heraus – erarbeitete die Landesbühne unter der Ägide des Schauspielers und Dramaturgen Moritz Boerner die Produktion Die Publikumsbesänftigung, die sich, satirisch gebrochen, in einen Dialog mit Handkes Text begab und die Zuschauer ebenso mit ihren Ansprüchen konfrontierte.
Die Produktion Victor oder die Kinder an der Macht (auf Grundlage des gleichnamigen Dramas von Roger Vitrac) wurde 1972 zum 2. Norddeutschen Theatertreffen in Hamburg eingeladen und gewann einen Preis, der darin bestand, dass die Inszenierung in den Dritten Fernsehprogrammen von NDR, Radio Bremen und Sender Freies Berlin ausgestrahlt wurde. Im Herbst desselben Jahres feierte die Landesbühne ihr 20-jähriges Jubiläum. Auf den langen Reisen in die verschiedenen Spielorte, von denen die Schauspieler und Techniker oft erst weit nach Mitternacht zurückkehrten, waren bis zu diesem Zeitpunkt 724.822 Kilometer zurückgelegt worden. Rudolf Stromberg, der erheblich dazu beigetragen hatte, die Landesbühne als Kulturinstitution dauerhaft zu etablieren, wurde im Dezember 1973 mit dem Niedersächsischen Verdienstorden ausgezeichnet. Zu diesem Zeitpunkt hatte er Wilhelmshaven nach 15-jähriger Intendanz bereits verlassen und die Städtischen Bühnen Augsburg übernommen.

### 1973 bis 1979: Mario Krüger
Strombergs Nachfolger wurde der ehemalige Kieler Chefdramaturg Mario Krüger. Während seiner sechsjährigen Intendanz gelang es, ein lange geplantes Vorhaben in die Tat umzusetzen. In einem Seitentrakt des Stadttheater Wilhelmshaven wurden 1976 neue Räumlichkeiten für Werkstätten eingeweiht, so dass sich nun Malersaal, Montagehalle, Tischlerei, Möbellager, Dekorationshalle, Requisitenräume und ein Elektrolager für Scheinwerfer unter einem Dach befanden. Zuvor mussten die Bühnenbilder in einem Kasernenbau in der Schellingstraße, mehrere Kilometer vom Theater entfernt, angefertigt werden. Da die Räume dort nur drei Meter hoch waren, konnten Prospekte und andere große Flächen nur mit Hilfe einer komplizierten Falttechnik hergestellt bzw. bearbeitet werden. Für das technische Personal der Landesbühne stellten die neuen Werkstätten, die für die relativ geringe Summe von einer Million Mark entstanden waren, eine erhebliche Erleichterung ihrer Arbeit dar.
Auch von einer anderen Maßnahme Krügers profitierten die Techniker der Landesbühne. Für diese Mitarbeitergruppe wurde neben der BfA-Rente eine zweite Rente und damit eine größere soziale Absicherung vereinbart. Das technische Personal wurde damit in dieser Hinsicht den Schauspielern gleichgestellt.
In seiner Spielplanpolitik setzte Mario Krüger im Verhältnis zum aufklärerisch-gesellschaftskritischen Theater seines Vorgängers bewusst andere Akzente. So kündigte er im Werbeheft für die Spielzeit 1977/78 ein neuverstandenes „Volkstheater“ an, das er als ein „Theater für Mehrheiten“ definierte. Als wesentlichen Aspekt bezeichnete er dabei die „allgemeine Verständlichkeit der Thematik.“ Noch in einem rückblickenden Artikel 25 Jahre später, aus Anlass einer Buchveröffentlichung über die Landesbühne, fasste er das Theater als eine Institution auf, die weniger zu provozieren oder zu verstören habe, sondern der es obliege, „den Zusammenhalt der Gesellschaft zu gewährleisten, Gesellschaft zu stabilisieren“. Das Resultat dieser Anschauungen war ein Theater, das nach Einschätzung des Theaterwissenschaftlers Karl Veit Riedel weniger Experimente oder gar „Depressives“ hervorbrachte und stattdessen „dem heiteren Genre mehr Raum“ zubilligte. Ernste Dramen, zum Beispiel Tod eines Handlungsreisenden von Arthur Miller, wurden thematisch betont boulevardesken Produktionen wie Der Trauschein von Ephraim Kishon gegenübergestellt – und die Kontrastwirkung noch dadurch erhöht, dass in beiden Inszenierungen dieselben Schauspieler, Barbara Dembeck und Klaus Hofer, die zentralen Rollen der Eheleute übernahmen. Auch die Sommerspielzeit auf Norderney, mit der eine Saison der Landesbühne traditionell begann, stand wieder deutlicher im Zeichen leichterer Dramatik und von Kriminalstücken.

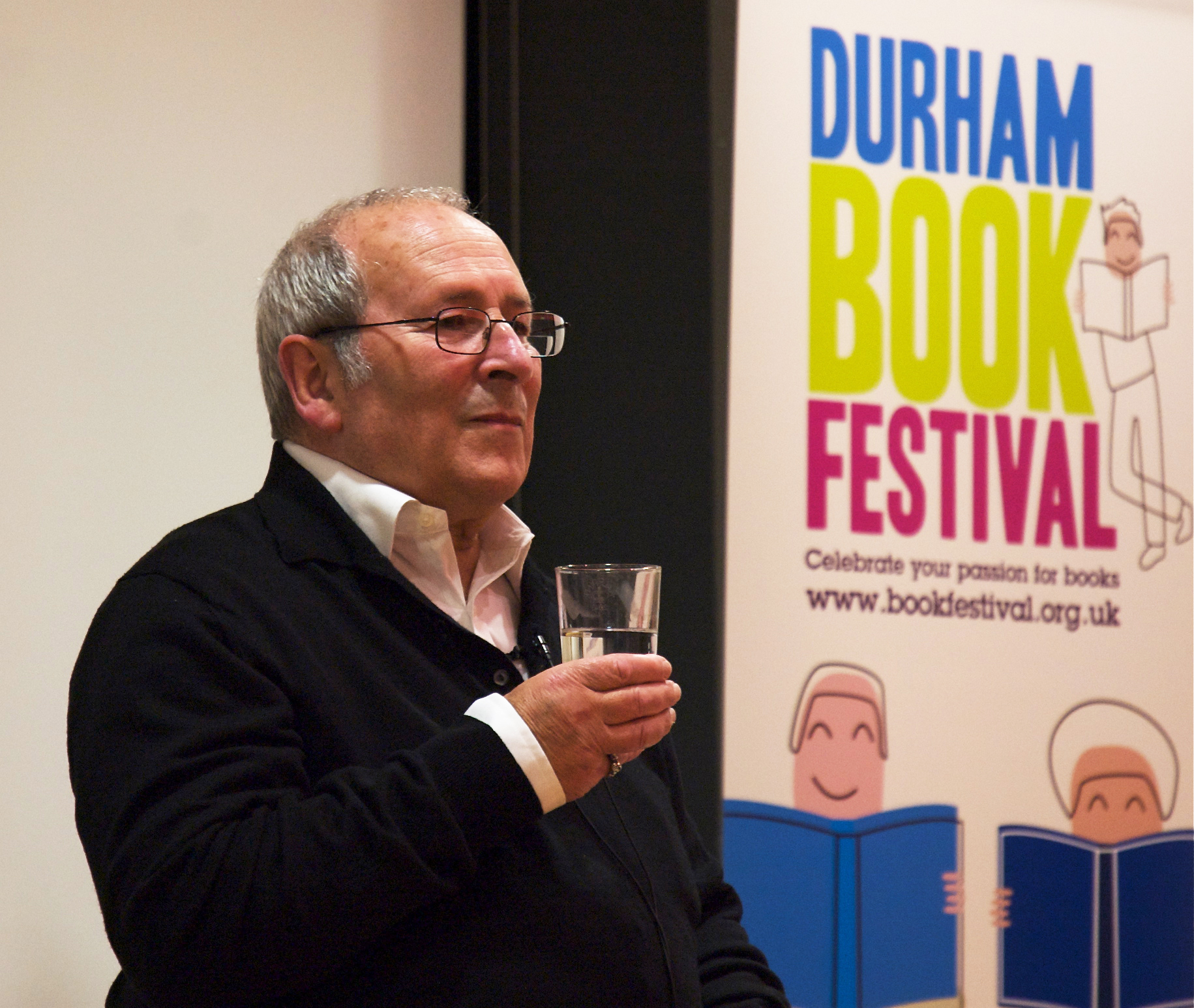
Arnold Wesker

Dennoch griffen auch Mario Krüger und seine künstlerischen Mitarbeiter vereinzelt Zeitthemen auf. Mit der Ansetzung von Georg Kaisers expressionistischem Stück Gas aus dem Jahre 1918 reagierte die Bühne auf eine Reihe größerer Industrieansiedlungen und Brückenbauten in Wilhelmshaven, die in den 1970er Jahren küstennahe Landschaften, so etwa Teile des Geniusstrandes im Stadtteil Voslapp, zerstörten. Die mangelnde Sensibilität im Umgang mit der Natur, die vor allem junge Menschen zu Protesten veranlasste, findet in Kaisers Schauspiel ein Pendant in der rücksichtslosen Ausbeutung von Energieressourcen. Auch Arnold Weskers zeitgenössisches Stück Goldene Städte, das das Scheitern von sozialen Utopien zum Thema hat, fand besonders bei der Jugend Anklang. Kritisierte schon Weskers Drama den nüchternen Pragmatismus der Labour Party, verspottete Rolf Hochhuths politische Komödie Die Hebamme, die der Autor 1978 selbst in Wilhelmshaven inszenierte, unter anderem die Korruption eines Oberstadtdirektors der SPD. Die Theatergänger im Nordwesten Deutschlands dürften diese Attacken auf die Sozialdemokraten als indirekte Auseinandersetzung mit kommunalen Entscheidungsträgern verstanden haben, die unter anderem in Zusammenhang mit der Errichtung eines PVC-Werkes der Imperial Chemical Industries an der Innenjade in die Kritik geraten waren.

### 1979 bis 1994: Georg Immelmann
Eine neue Blütezeit erlebte die Landesbühne Niedersachsen Nord ab 1979, als Georg Immelmann, der frühere Chefdramaturg des Theater Aachens, die Intendanz in Wilhelmshaven übernahm. Als Oberspielleiter verpflichtete er bis 1984 Johannes Kaetzler, der zuvor als Assistent Ingmar Bergmans am Residenztheater in München gewirkt hatte. Zusammen mit dem Dramaturgen Kurt Kreiler wurde eine Theaterprogrammatik entwickelt, die selbstbewusst die „Verweigerung provinziellen Denkens“ in den Mittelpunkt rückte. Im Rahmen dieser Programmatik kam es gleichzeitig aber auch zu einem „Bekenntnis zur Provinz“. So setzte Georg Immelmann in der Spielzeit 1986/87 das einzige Theaterstück der Weltliteratur auf den Spielplan, das in Wilhelmshaven spielt, nämlich Ernst Tollers historisches Schauspiel Feuer aus den Kesseln (1930), in dem der Autor den Matrosenaufstand vom Herbst 1918 rekonstruiert. Die Inszenierung fiel in die Zeit der Filbinger-Affäre und der hitzigen Diskussionen um die Todesurteile des ehemaligen Marinerichters. Das Thema der Marinegerichtsbarkeit speziell des Ersten Weltkrieges arbeitete die LBNN in Kooperation mit verschiedenen Dienststellen der Bundesmarine auf; parallel dazu wurde im Foyer des Stadttheaters, der ehemaligen Marine-Intendantur, eine Ausstellung eingerichtet. Die Aufführungen und begleitenden Veranstaltungen wurden vom Publikum gut angenommen.
Während der Intendant Stromberg noch eine Vorliebe für die französische Dramatik gezeigt hatte, standen nun auffallend häufig skandinavische Klassiker im Repertoire. Johannes Kaetzler inszenierte das vergleichsweise selten gespielte Ibsen-Drama Die Frau vom Meer, dem mit Gespenster, Ein Volksfeind und Nora oder ein Puppenheim weitere Werke des Norwegers zur Seite standen. Schon 1981/82 präsentierte die Landesbühne August Strindbergs Beziehungsstück Fräulein Julie; vier Jahre später wagte sie sich an das sehr kurze, dramatisch konzentrierte Monodrama Die Stärkere desselben Autors. Auch im Bereich des Kinder- und Jugendtheaters vertraute die LBNN mit Selma Lagerlöf und den damals in Deutschland noch kaum eingeführten schwedischen Dramatikerinnen Barbro Lindgren und Ninne Olsson auf die skandinavische Literatur.

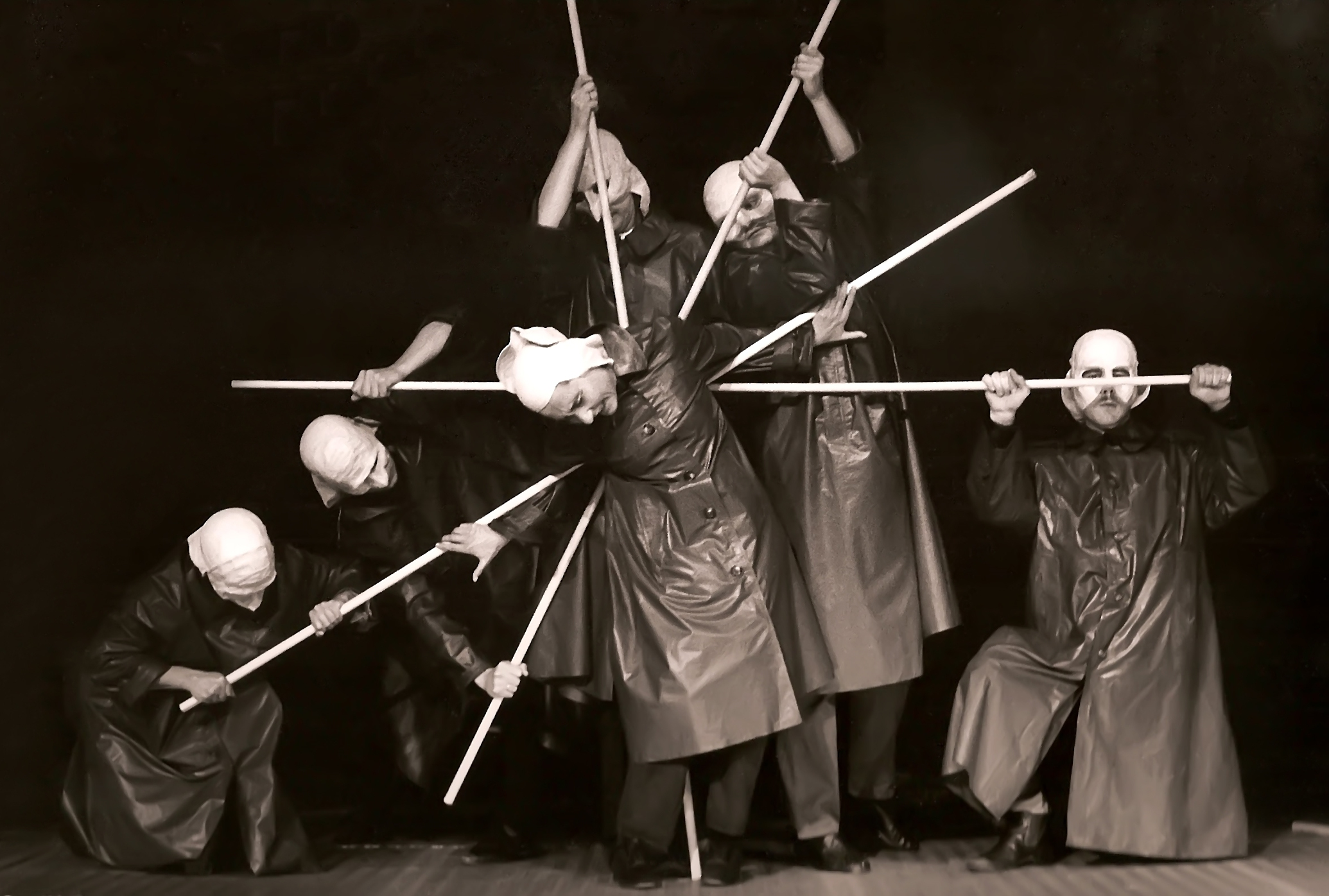
Knut Weber und Ensemble: PEST (AIDS-Projekt), Saison 1988/89

Die ständige Suche nach Unentdecktem mündete während der Intendanz Immelmann allmählich in einen regelrechten „Trend zum vergessenen Klassiker“. Gespielt wurden Goethes Schwank Jahrmarktsfest zu Plundersweilern in der Bearbeitung von Peter Hacks, Friedrich Hebbels allgemein eigentlich für veraltet gehaltenes bürgerliches Trauerspiel Maria Magdalena und unter dem Eindruck der Wiedervereinigung sogar dessen auf zwei Abende verteilte umfangreiche Tragödie Die Nibelungen (Spielzeit 1989/90). Zu den ersten Stücken, die Immelmann dem norddeutschen Publikum vorstellte, zählte Lessings kaum aufgeführtes Jugendwerk Die Juden, das die religiöse Toleranz zum Thema hat. Da er im Zweifel war, ob das Lustspiel 250 Jahre nach der Geburt des Autors, 1979, noch ohne Veränderungen spielbar war, beauftragte er den Dramatiker Erwin Sylvanus mit einer Bearbeitung des Textes, die eine Verbindung zur Gegenwart herstellen sollte. Sylvanus entschloss sich, das Typenhafte des Einakters, der unter dem Einfluss der Commedia dell’arte entstanden war, zum Ausgangspunkt einer freien Fortsetzung zu machen. Besonders richtete er seine Aufmerksamkeit darauf, „die Charaktere aufzublättern, die Typen zu konfrontieren mit dem, was sie glauben zu sein, sie die Konsequenzen daraus spüren und erleben zu lassen.“ Von der Lessing-Inszenierung spannte sich der Bogen zur gezielten „Auseinandersetzung mit dem Fremden“, die in Immelmanns letzter Saison, 1993/94, einen expliziten Schwerpunkt der Spielzeit darstellte. Mit Akzenten dieser Art reagierte die künstlerische Leitung der LBNN direkt auf gesellschaftliche Entwicklungen. In einer Ankündigung hieß es: „Vielleicht das größte Problem im wiedervereinigten Deutschland und im noch nicht vereinigten Europa ist die Angst vor dem Fremden, eine Angst, die Aggressionen hervorbringt und in Haß umschlägt, der Gewalt bewirkt. Wir denken, daß sich das Theater heute diesem Problem stellen muß. Dabei wissen wir, daß es keine Lösungen anbieten kann. Aber es kann Beispiele aus der Vergangenheit zeigen, Modelle der Gegenwart beschreiben und Utopien für die Zukunft entwickeln.“ Auf die Bühne gelangten in diesem Zusammenhang Brechts Flüchtlingsgespräche, Shakespeares Klassiker Othello, Witold Gombrowicz’ Komödie Yvonne, die Burgunderprinzessin und Marivaux’ frühaufklärerischer Streit. Auch die deutsche Erstaufführung von George Taboris Emigrantendrama Requiem für einen Spion fiel in den Kontext der Beschäftigung mit der Xenophobie.
Die programmatische Abkehr von provinziellem Denken implizierte, dass der Erwartungshaltung der Theatergänger teilweise bewusst entgegengearbeitet wurde. Als der AIDS-Schock im Lauf der achtziger Jahre mehrere Wellen von Tabuisierungen auslöste, setzten sich der damalige Chefdramaturg der Landesbühne, Knut Weber, und das Ensemble in Form einer choreographisch akzentuierten Aufarbeitung mit dem aktuellen Thema auseinander. Andere Spielplanentscheidungen führten an verschiedenen Orten zu direkten Zerwürfnissen mit dem Publikum. Seine zweite Saison (1980/81) eröffnete Georg Immelmann auf Norderney mit der subversiven Farce Bezahlt wird nicht! des späteren Literaturnobelpreisträgers Dario Fo. Da man an diesem Ort, im altehrwürdigen Kurtheater, eher mit einem harmlosen Unterhaltungsangebot gerechnet hatte, verließen die ersten Zuschauer unter Zwischenrufen und Protesten bereits nach zwanzig Minuten den Saal. Weitere kontroverse Stücke wie Peter Turrinis Minderleister folgten. Klaus Pohls Drama Das alte Land, das unmittelbar nach Kriegsende in der Gegend um Stade (einem damaligen Abstecherort des Theaters) spielt, konnte in einigen Orten nicht aufgeführt werden, da die lokalen Veranstalter es nach der Fernsehausstrahlung einer Kölner Inszenierung rigoros ablehnten. Dagegen zeigte die Landesbühne als erstes deutsches Theater in der Spielzeit 1991/92 das Schauspiel Untertier von Thomas Strittmatter im Abonnement. Das Stück veranschaulicht, wie brutaler Berufsalltag auf private, zwischenmenschliche Beziehungen abfärbt; die Inszenierung begann mit einer Szene, in der Polizisten nackt unter der Dusche stehen und über ihre Probleme sprechen. Die Aufführungen wurden von Teilen des Publikums und der Presse heftig abgelehnt („quälend langweilige und unfreiwillig komische Inszenierung“). Kritik regte sich auch in einigen kleineren Spielorten der Landesbühne wie Papenburg, wo das Stück kurzerhand durch eine andere Produktion ersetzt wurde. In Leer gründete sich daraufhin eine Bürgerinitiative, die forderte, das Stück nicht abzusetzen; dort wurde die Aufführung zu einem Erfolg.

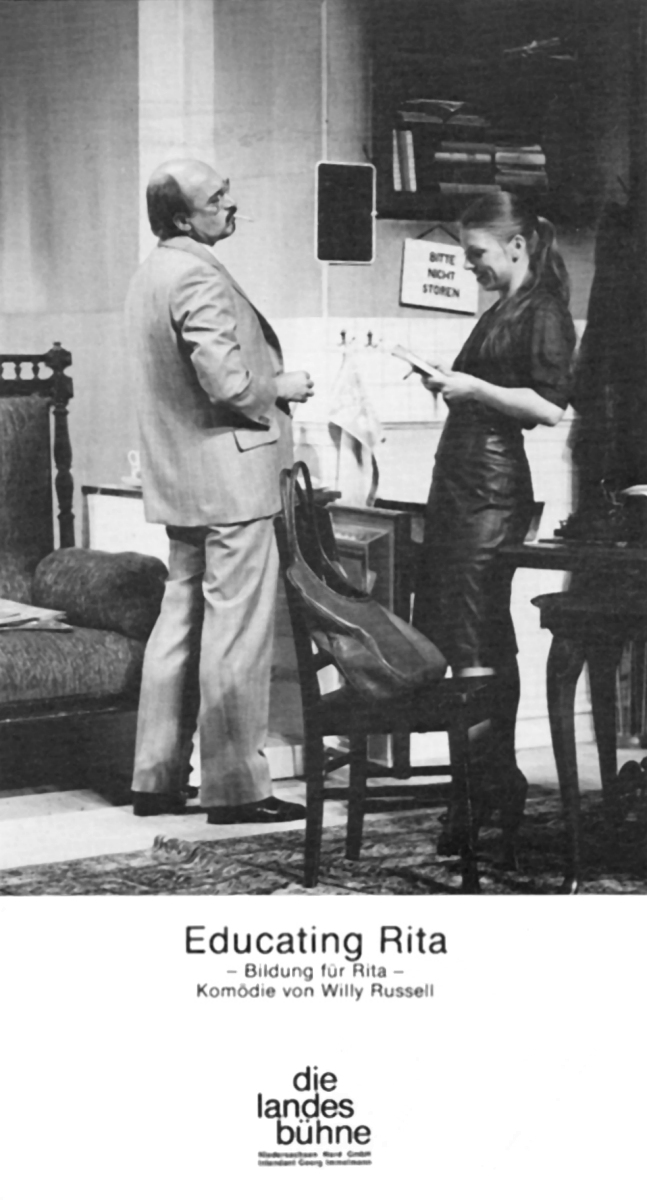
Programmheft zu Willy Russell, Educating Rita, Saison 1981/82, Regie: Peter Lüdi

Zustimmung erhielt die Landesbühne auch für eine Reihe weiterer Inszenierungen. Das Stück Die Journalisten des am Theater bereits eingeführten britischen Dramatikers Arnold Wesker erlebte im September 1981 seine deutsche Erstaufführung in Wilhelmshaven. Der Autor war zu den Proben zugegen und vermittelte als Gast aus London Christopher Hewitt, dessen Simultanbühne beeindruckte. Auch ein weiteres britisches Stück, die Komödie Educating Rita, wurde in deutscher Übersetzung erstmals an einer Landesbühnen-Spielstätte (Norderney) inszeniert und anschließend bundesweit nachgespielt. Als viertes europäisches Theater überhaupt nahm sich das Haus daneben des intellektuell herausfordernden Stückes Der neue Prozeß von Peter Weiss an. Die Fachzeitschrift Theater heute lobte die von „Eindringlichkeit und Distanz“ gleichermaßen geprägte Inszenierung Johannes Kaetzlers und bescheinigte den Schauspielern, darunter der über 80-jährigen Irmgard Solm, der Aufgabe mehr als nur gewachsen gewesen zu sein. 1985 bezeichnete dieselbe Zeitschrift die Landesbühne als „Aufsteiger der Saison“; im alljährlichen Ranking der besten deutschsprachigen Theater belegte sie hinter den Münchner Kammerspielen, dem Stadttheater Freiburg und dem Münchner Residenztheater den vierten Platz.
In die Zeit der Intendanz von Georg Immelmann fiel auch ein seit längerem geplanter Umbau des Stadttheater Wilhelmshaven im Jahr 1983. Durch eine umfassende Modernisierung fielen die Ränge im Zuschauerraum fort, wodurch das Kartenkontingent auf 600 Plätze sank, die sich nun ausschließlich im Parkett befanden. Gleichzeitig wurden die Foyerräume des Theaters erweitert. Von noch größerer Bedeutung war die Einweihung einer zweiten Spielstätte der Landesbühne in Wilhelmshaven. Im September 1989 wurde in den Räumlichkeiten einer ehemaligen Berufsschule das Haus in der Rheinstraße 91 bezogen, das sowohl das Junge Theater mit eigenem Stab als auch das Studio für intimere Aufführungen beherbergt. Das Junge Theater, das 2009 sein 20-jähriges Jubiläum feierte, bezeichnet sich heute als das älteste und größte Kinder- und Jugendtheater in Niedersachsen.

### 1994 bis 1998: Unruhige Jahre
Nachdem Georg Immelmann 1994 nach fünfzehnjähriger Tätigkeit Wilhelmshaven verlassen hatte, wurde die seit 1952 bestehende institutionelle Trennung zwischen der Landesbühne Niedersachsen Nord und dem Stadttheater Wilhelmshaven aufgehoben. Die Leitung beider Institutionen befand sich nun vertraglich in einer Hand. Die daraus erwachsenden Synergieeffekte blieben jedoch zunächst aus, was auch damit zusammenhing, dass der neue Intendant Thomas Bockelmann, der als Leiter des Zimmertheaters Tübingen an die Küste gewechselt war, schon nach zwei Jahren die Landesbühne wieder verließ und die Städtischen Bühnen in Münster übernahm. In der kurzen Zeit, in der er in Niedersachsen arbeitete, konnte er dem Theater kein eigenes Profil verleihen. Auf Bockelmann geht jedoch die Einführung des Sommertheaters im Wilhelmshavener Stadtpark zurück, für das als Open-Air-Veranstaltung unter anderem eine Adaption von Goethes Urfaust entstand.
Nach dem überraschenden Abgang Bockelmanns fungierte ab 1996 der Verwaltungsdirektor Arnold Preuß, der außerdem seit Mitte der achtziger Jahre der Niederdeutschen Bühne vorstand, als „interimistischer künstlerischer Geschäftsführer“ der Landesbühne. Er versuchte sich an der Arbeit seiner Vorgänger und Erfolgsrezepten der Vergangenheit anzulehnen. Unter anderem griff er die Idee des Freiluftspiels auf und wählte – mit Bezug zur Landschaft – Theodor Storms Novelle Der Schimmelreiter aus, die in einer Auftragsfassung des Argentiniers Norberto Presta 1997 in Wilhelmshaven uraufgeführt wurde. Als Regisseur kehrte Georg Immelmann, dessen Bekenntnis zur Provinz die Aufarbeitung von Stoffen der Region begründet hatte, an die Landesbühne zurück. Die Schimmelreiter-Aufführungen kamen beim Publikum gut an, und auch die Presse befand, dass das Stück „nicht für die Gartenlaube inszeniert“ war.

### 1998 bis 2013: Gerhard Hess

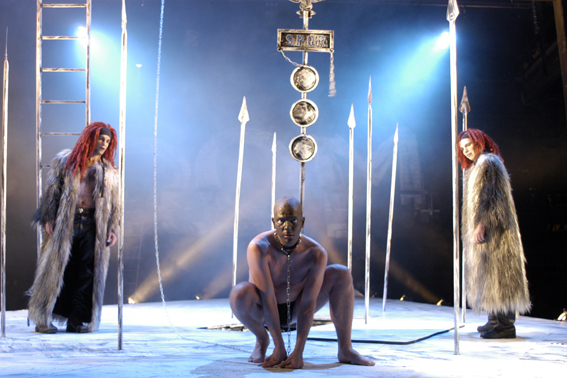
William Shakespeare: Titus Andronicus, Saison 2004/05, Regie: Reinhardt Friese

Im Mai 1998 wählte der Aufsichtsrat des Zweckverbandes Gerhard Hess zum neuen Intendanten der Landesbühne. Der gebürtige Schweizer hatte als freier Regisseur unter anderem in Mannheim, Wiesbaden und Dortmund gearbeitet. Hess kam mit dem Anspruch nach Wilhelmshaven, „ein Theater zu machen, das nicht nur eine Grundversorgung leistet, sondern [ein] Theater, das sich nicht aus der inhaltlichen und ästhetischen Diskussion der deutschen Theaterszene ausklammert.“ In einer Zeit der digitalen Informationstechnik und schnellen Erreichbarkeit der führenden Großstadttheater war damit auch für Hess der Gegensatz zwischen Metropole und Provinz obsolet geworden. Sein Ziel war es von seiner ersten Saison an, „mit den Mitteln der Landesbühne ein Theater von auch überregionaler Bedeutung zu gestalten.“
Um diesen Ambitionen gerecht zu werden, beschritt er teilweise ungewöhnliche Wege. „Thematisch brisante“ Stücke sollten einen Schwerpunkt des Theaters bilden, und zu diesem Zweck ging es – untypisch für eine Landesbühne – zum Teil langfristige Kooperationen mit jungen Autoren ein. Die Dramatikerin Katharina Gericke schrieb im Auftrag der Landesbühne zwischen 2000 und 2009 sechs Stücke, die allesamt in Wilhelmshaven uraufgeführt wurden. Ästhetik und Thematik der Werke waren dabei recht heterogen. Gerickes Stück Geister Bahn, das im November 2000 im Studio seine Premiere erlebte, erzählte vom Aufstieg und Fall einer Boygroup aus dem Osten und kontrastierte nach dem Eindruck der Kritik auf nicht sehr geglückte Weise den „seichten Chill-Out-Kosmos der Popgeneration“ mit einer Theatersprache, die unter anderem an Heiner Müller erinnerte. In Che oder Der Stern von Boina ging die Autorin dem Mythos von Che Guevara auf den Grund, der als Idealist im bolivianischen Urwald scheitert; die Inszenierung wurde als atmosphärisch dicht gelobt. Die vorläufig letzten beiden Auftragsarbeiten für die Landesbühne zeigten besonders deutlich das breite Spektrum Gerickes: Während Buckliges Mädchen erneut in der auseinanderfallenden DDR spielte und diesmal um den 9. November 1989 kreiste, adaptierte sie im Herbst 2009 den Nibelungen-Stoff, den Regisseur Olaf Strieb als grellen Comicstrip umsetzte.
Die Erstaufführungsrechte sicherte sich die Landesbühne auch für Dominik Finkeldes düstere Dystopie Berlin Underground, die das Auseinanderbrechen der Zwei-Klassen-Gesellschaft in naher Zukunft ebenso behandelt wie die Lebenslügen der Medien, die diesen Prozess scheinheilig begleiten (Saison 1999/2000). Das nächste Stück des Autors, das im Nordwesten Deutschlands zu sehen war, Porzellanschiff, beanspruchte fast das komplette Ensemble der Landesbühne. Eine Versammlung von Aristokraten, Parvenüs und Hobbypoeten, unter ihnen Karl der Große und Jeanne d′Arc, zelebrierte auf einem Zeit und Raum enthobenen Luxusdampfer ihren eigenen Verfall und gab dabei Blicke frei auf die ökonomische, moralische und emotionale Unfreiheit einer geschlossenen Gesellschaft (Saison 2002/2003). Die Zusammenarbeit mit einer weiteren jungen Dramatikerin, Tine Rahel Völcker, resultierte unter anderem in der Uraufführung ihres Werkes Albertz über den protestantischen Pfarrer und Regierenden Bürgermeister von Berlin. Wie schon mehrfach in der Vergangenheit thematisierte damit eine Landesbühnen-Produktion das Verhältnis von Macht und Moral am Beispiel eines SPD-Politikers.
Auch wenn die Kritik diese Produktionen selten bis ins letzte Detail für gelungen hielt, wurde doch der kontinuierliche Dialog mit jüngeren Autoren, die Versorgung auch kleinerer Spielorte mit aktueller Gegenwartsdramatik sowie generell die Risikobereitschaft der Landesbühne gewürdigt – „für einen Spielplan, neben dem manch besser dotiertes Theater schüchtern wirkt“. Als Beispiel für diesen Mut können auch die zum Teil spektakulären Premieren im Bereich des Musiktheaters gelten. Im Februar 2003 brachte die Landesbühne, von großem Medieninteresse begleitet, die Biographie der Schauspielerin und Sängerin Hildegard Knef in Form eines Musicals auf die Bühne. Knef selbst hatte bereits 1979 auf der Grundlage ihres Welterfolges Der geschenkte Gaul gemeinsam mit dem Komponisten Harold Faltermeyer ein Bühnenwerk für den Broadway konzipiert, das jedoch nie realisiert wurde. Statt in New York waren die Knef-Chansons nun in Wilhelmshaven zu hören. Das Libretto hatte der Regisseur und damalige Oberspielleiter Reinhardt Friese in enger Kooperation mit Knefs Ehemann Paul von Schell – und mit Ausgangspunkt im Manuskript von 1979 – erarbeitet. Die Aufführungen lockten annähernd 10.000 Zuschauer an. Dieser Erfolg wurde Anfang 2010 noch überboten vom Rockmusical Meta, Norddeich, einer Hommage an die eigenwillige Norder Wirtin und Diskothekenbetreiberin Meta Rogall, die in den sechziger und siebziger Jahren für ihren in ganz Ostfriesland bekannten Musikclub Haus Waterkant internationale Bands verpflichtete. Binnen kurzer Zeit waren alle 30 Vorstellungen mit dem Gast Angelika Bartsch in der Hauptrolle ausverkauft. Knapp 3000 Zuschauer sahen das Musical allein in Norden.
Als Erst- oder Uraufführung produzierte die LBNN auch manches Werk der ausländischen Dramatik, so David Hares Skylight (Saison 2000/2001) oder David Lescots Arbeiten Pleite – Anfang und Ende (Un homme en faillite; Saison 2006/2007) und Es lebe Europa! (Saison 2007/2008). Daneben überraschte Intendant Hess mit der Ansetzung einiger schwierig zu spielender Klassiker wie Shakespeares Titus Andronicus (Saison 2004/05). Bei seinem Bestreben, „auch Unbekanntes, bereits verloren Gehendes zu konservieren und zu erhalten“, gelangen Hess einige interessante Ausgrabungen und Wiederentdeckungen. Seinen Einstand als Regisseur gab er im Herbst 1998 mit Christian Dietrich Grabbes sperriger Komödie Scherz, Satire, Ironie und tiefere Bedeutung, die gleichzeitig die Möglichkeit bot, fast alle Schauspieler des Hauses in einer Produktion zu versammeln und dem Publikum vorzustellen. Es folgten Inszenierungen von Stücken, die teilweise nur Literarhistorikern noch ein Begriff war, zum Beispiel Die Freier von Joseph von Eichendorff (Saison 2001/2002) oder Sturm und Drang von Friedrich Maximilian Klinger (Saison 2004/2005). Das Barockdrama Ermordete Majestät (Carolus Stuardus) von Andreas Gryphius war vor seiner Wilhelmshavener Premiere im März 2006 gar über 200 Jahre von keinem deutschen Theater mehr aufgeführt worden; die durch die Inszenierung betonte Thematik der religiösen Legitimation von Macht und der Widerstand gegen sie erschien der Kritik dennoch als „brandaktuell“.
Eine weitere Neudeutung eines Klassikers an der Landesbühne erzeugte Anfang 2004 ein großes Echo, obwohl – oder gerade weil – das Aufführungskonzept auf gerichtlichem Wege gestoppt worden war. Der junge Regisseur Philipp Kochheim wollte Samuel Becketts Stück Warten auf Godot entgegen den Anweisungen des Autors teilweise mit Frauen (Rollen Estragon und Lucky) besetzen und die Dialoge als Zwiegespräche eines Ehepaares inszenieren. Der S. Fischer Verlag ließ jedoch im Auftrag der Beckett-Erben die Aufführungen verbieten, so dass die Landesbühne das Stück lediglich als Lesung darbieten konnte. Über die juristischen Auseinandersetzungen berichteten Zeitungen selbst in Indien und Indonesien.
Anfang April 2012 kündigte Hess an, seinen bis 2016 laufenden Vertrag „auf eigenen Wunsch“ frühzeitig zum Ende der Spielzeit 2012/2013 zu beenden. Bereits wenige Tage nach Hess’ Ankündigung wählte der Zweckverband der Landesbühne mit dem bisherigen Oberspielleiter Olaf Strieb einen Nachfolger. Die Wahl erfolgte einstimmig und ohne Gegenkandidaten. Im Juni 2013 wurde Hess als Intendant der Landesbühne Niedersachsen Nord verabschiedet. Der Wilhelmshavener Oberbürgermeister Andreas Wagner zeichnete Hess zu diesem Anlass mit der Stadtmedaille aus.

### Seit 2013: Olaf Strieb
Der neue Intendant Olaf Strieb eröffnete seine erste Saison (2013/2014) mit der Produktion Buddenbrooks, einer Theaterbearbeitung des bekannten Romans von Thomas Mann. Olaf Strieb bekannte sich dazu, gefälliges Theater zu bieten. Dies führte erst zu einem weiteren Besucheranstieg im niedrigen einstelligen Prozentbereich, aber auch dazu, dass die Landesbühne kaum noch überregionale Beachtung fand. Ab 2017 brachen dann die Zuschauerzahlen massiv ein. Anschließend verstärkte ab 2020 die COVID-19-Pandemie zusätzlich den Negativtrend. Der Vertrag mit Strieb wurde zwei Mal verlängert, zuletzt bis zum Jahre 2028.
Seit Oktober 2013 wird die Landesbühne durch einen Förderverein unterstützt.
Anstelle des baufällig gewordenen Jugendtheaters und Studios in der Rheinstraße wurde im Februar 2016 das Theater im Oceanis (TheoS am Bontekai) mit dem Musical Die Fantasticks eröffnet.
Mit Beginn der Spielzeit 2022/2023 war das Stadttheater Wilhelmshaven aufgrund umfangreicher Sanierungsarbeiten nicht nutzbar. Bis zum März 2023 bezog die Landesbühne daher eine Ausweichspielstätte, einen ehemaligen Baumarkt. Diese als „Provisorium 29“ bezeichnete Halle verfügte über 402 Zuschauerplätze.

## Profil

### Sparten

#### Schwerpunkt auf dem Sprechtheater
Schon kurz nach Gründung der Ostfriesischen Landesbühne in Leer zeichnete sich eine Tendenz zum Sprechtheater ab. Obwohl es in den ersten Nachkriegsjahren eine starke Nachfrage nach heiterer Musik und Operetten gab, entschieden sich die ersten Leiter der Landesbühne, Wilhelm Grothe und Herbert Paris, für nur wenige entsprechende Aufführungen, da ihrer Meinung nach das kleine Ensemble mit dieser Aufgabe überfordert war. Anfangs wurden gelegentlich noch Gastsänger engagiert, doch aufgrund terminorganisatorischer Schwierigkeiten bewährte sich diese Praxis nicht. Auch Hermann Ludwig hatte – aufgrund seines Qualitätsanspruches – keine Sympathien für das musikalische Lustspiel; während seiner Intendanz gelangte nur Karl Farkas’ und Robert Katschers Bei Kerzenlicht auf die Bühne (Saison 1956/57).
Während seine Vorgänger ihre Repertoirewahl noch eher mit Sachzwängen und mit der Personalsituation erklärten, begründete Rudolf Stromberg seine Skepsis gegenüber dem Musiktheater mit künstlerischen Vorbehalten. Dies führte sogar zu einem offenen Konflikt mit der Stadt Wilhelmshaven, die Strombergs Konzept eines reinen Schauspielhausbetriebes nicht teilte. Nicht zuletzt aus diesem Grund gab es zwischen 1958 und 1964 eine personelle Doppellösung mit Rudolf Stromberg (Leiter der Landesbühne) und Rudolf Sang (Intendant des Stadttheater Wilhelmshaven). Auch Mario Krüger, der grundsätzlich dem Unterhaltungstheater aufgeschlossener gegenüberstand, integrierte lediglich punktuell Musikstücke in seinem Spielplan, so etwa die Musicals Kiss me Kate (Saison 1974/75) oder Irma la Douce (Saison 1976/77).

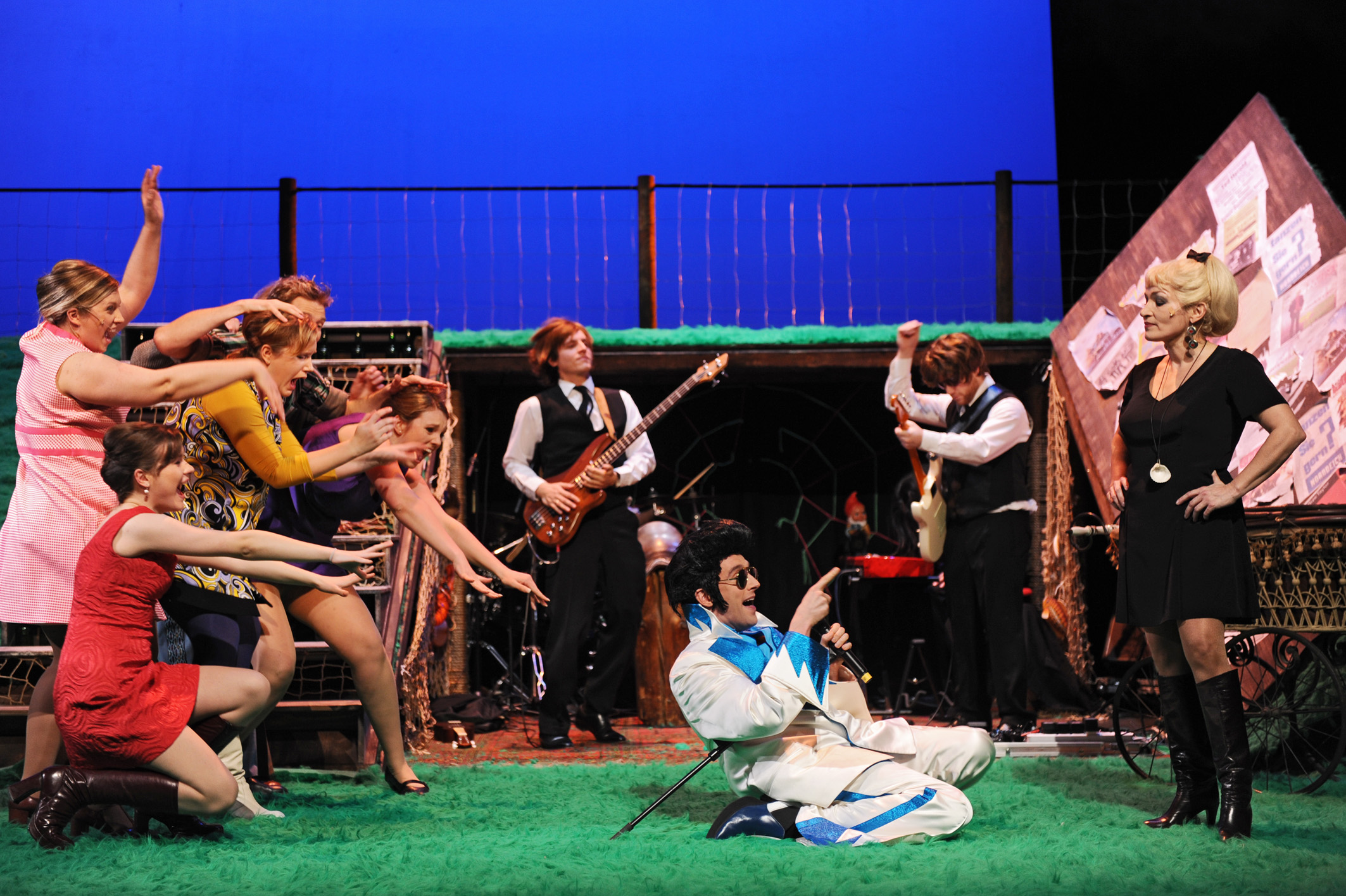
Peter Schanz: Meta, Norddeich (Rockmusical), Saison 2009/10, Regie: Ingo Putz

Eine besondere Form des Musiktheaters pflegten Georg Immelmann und seine künstlerischen Mitarbeiter: Sie entwickelten – als Uraufführungen – zeitkritische Revuen zu bestimmten Epochen der deutschen Geschichte, so etwa die Biedermeier-Revue (Saison 1979/80) oder die Gründerzeit-Revue (Saison 1980/81). Wenn in seltenen Fällen Musicals im Spielplan auftauchten, geschah dies zur Unterstützung dramaturgischer Schwerpunkte wie der Auseinandersetzung mit der Fremdenfeindlichkeit. Für den Klassiker West Side Story (Saison 1993/94) waren einige der wichtigsten Rollen zum Beispiel mit griechischen, türkischen und jugoslawischen Jugendlichen besetzt. Einen etwas breiteren Raum nehmen musiktheatralische Produktionen erst seit 1998 ein, als Gerhard Hess die Landesbühne übernahm. Neben den Erfolgen Der geschenkte Gaul und Meta, Norddeich wurden Singspiele wie Ralph Benatzkys Im weißen Rößl oder Musicals wie erneut Kiss me, Kate, Ein Käfig voller Narren oder Anatevka produziert.
Neben dem Sprech- und in geringerem Ausmaß dem Musiktheater bilden Vorstellungen für Kinder und Schüler ein drittes Standbein der LBNN. Andere Theaterformen – so etwa Ballett oder Figurentheater – sind an der Landesbühne nur sehr selten und ausschließlich in Form von Gastspielen zu sehen.

#### Kinder- und Jugendtheater
Das Kinder- und Jugendtheater spielte früh eine wichtige Rolle. Schon in den ersten Spielzeiten standen mit Aschenputtel, Rumpelstilzchen oder Peterchens Mondfahrt Märchen im Repertoire der Landesbühne, die sich schnell zu einer festen Institution etablierten. Eine erste Uraufführung im Bereich des Kindertheaters fand zu Beginn der Ära Stromberg statt, als Wolf Dieter Pahlkes Märchen-Musical „Zirkuskinder“ über die Bühne ging (Saison 1959/60). Während sich das Theaterangebot für junge Zuschauer in den ersten zwanzig Jahren nach Gründung der LBNN weitgehend auf die Weihnachtszeit beschränkte, verstärkten sich diese Aktivitäten in den siebziger Jahren. Es entstand eine Kinder- und Jugendtheatergruppe im Ensemble, die eine offene Spielform unter Einbezug der Zuschauer entwickelte. Die Aufführungen wurden für kleinere Räume konzipiert, so dass sie auch in ländlichen Gemeinden abseits der eigentlichen Spielorte gezeigt werden konnten.
Nachdem Georg Immelmann Intendant geworden waren, bemühte sich die Landesbühne besonders intensiv um jugendliche Zuschauer. Als einziges Theater in der Bundesrepublik zeigte es Leonie Ossowskis Stück Voll auf der Rolle, das am Berliner Grips-Theater uraufgeführt worden war, im Abendspielplan – auch um den Dialog zwischen den Generationen anzuregen. Beim 10. Norddeutschen Theatertreffen 1981 in Lübeck wurde die Inszenierung Columbus entdeckt Amerika (nach dem gleichnamigen Drama von Karl Wesseler) mit einem Preis ausgezeichnet. Die Jury stellte dabei das sogenannte „integrierte Modell“ der LBNN heraus, das vorsieht, dass die Schauspieler sowohl abends (meist in Schauspielen für ein erwachsenes Publikum) als auch nachmittags (im Kindertheater) auftreten. Über die Hälfte der insgesamt 162.000 Zuschauer, die in dieser Saison, 1980/1981, die Vorstellungen der Landesbühne besuchten, waren dank parallel gespielter Märchenstücke Kinder und Schüler; die Zahl stellte einen Besucherrekord dar, der seitdem unerreicht ist.
Einen wichtigen Impuls für ihre weitere Arbeit auf dem Gebiet des Kinder- und Jugendtheaters bezog die LBNN aus der Eröffnung des Jungen Theaters in der Wilhelmshavener Rheinstraße (1989). Um die allmählich reiche Tradition an der Landesbühne weiterzuentwickeln, gründete Gerhard Hess 1999 das deutsch-niederländische Jugendtheaterfestival Vis á vis mit Standort in Emden, das „alle zwei Jahre das Beste aus der deutschen und niederländischen Jugendtheaterszene zu vereinen sucht“.
Jährlich steht für Kinder ein Weihnachtsmärchen auf dem Spielplan.

### Theaterpädagogik
Parallel zum Ausbau des Kinder- und Jugendtheaters engagierte die Landesbühne 1976 erstmals einen Theaterpädagogen, der mit Jugendlichen eigene Theaterstücke entwickelte. In enger Kooperation mit den Schulen im Spielgebiet sollte vor allem die Eigeninitiative gefördert werden. Auf diese Weise entstand das Stück Parka, Jeans und 16 Jahre, das im Wilhelmshavener Kommunikationszentrum Pumpwerk zu sehen war und einen Sonderpreis auf dem 7. Norddeutschen Theatertreffen in Hamburg gewann. Daneben versuchte die Landesbühne, Senioren an das Theater zu binden. In Emden schlossen sich Frauen im Alter von 65 bis 90 Jahren, zum Teil im Rollstuhl sitzend, zur Gruppe „Die Wagemutigen“ zusammen und stellten Szenen aus ihrem Alltag dar. Eine weitere Altentheatergruppe, „Die Wellenbrecher“, entstand in Wilhelmshaven, wo ihr ab 1989 das Junge Theater als Proben- und Aufführungsort zur Verfügung stand. Auch niederdeutsche Spielgruppen und Volkstanzkreise wurden in das theaterpädagogische Modell einbezogen.
Die Stiftung Niedersachsen unterstützte das Projekt „Kinder- und Seniorentheater“ der LBNN ab Beginn der Spielzeit 1989/90 für drei Jahre mit jeweils 600.000 DM; Zweckverband und Land Niedersachsen hatten sich zuvor bereit erklärt, die Folgefinanzierung des Projektes zu übernehmen, das bis heute fortgeführt wird. Aktuell existieren am Stammort Wilhelmshaven zwei „Kinderclubs“ (für Kinder ab 8 Jahren & für Kinder ab 12 Jahren), ein „Jugendclub“ (für Jugendliche ab 15 Jahre), der unter anderem mit der südafrikanischen Jugendtheatergruppe Victory Sonqoba Theatre Company eine gemeinsame Szenencollage erarbeitet hat (Frühjahr 2009), und die Seniorengruppe „Die Silbermöwen“.

### Künstlerische Leitung und Ensemble
Die Landesbühne Niedersachsen Nord ist wiederholt als „jugendliches Unternehmen“ apostrophiert worden, eine Anspielung nicht nur auf die verhältnismäßig kurze Geschichte der Institution, sondern auch auf das junge Alter vieler ihrer Angestellten. Die Leiter der Landesbühne übernehmen in der Regel nach einer längeren Tätigkeit als freie Regisseure oder Chefdramaturgen in Wilhelmshaven ihre erste Intendanz. Rudolf Stromberg war bei seinem Antritt 32 Jahre alt, Mario Krüger 38 Jahre, Gerhard Hess kaum älter. Auch die Oberspielleiter wechseln häufig in jungen Jahren in den Norden; so kam Johannes Kaetzler 27-jährig von München aus nach Niedersachsen. Trotz ihrer oftmals noch nicht sehr großen Erfahrung verantworten Intendanten, Regisseure und Dramaturgen an der Landesbühne wichtige künstlerische Bereiche.
Ähnliches gilt für die Schauspieler. Seit den ersten Spielzeiten ist das Ensemble durchweg als sehr jung zu bezeichnen; nicht selten stellt die Anstellung an der Landesbühne Niedersachsen Nord das erste feste Engagement für die Schauspieler dar. Obwohl sie frisch examiniert von den Schauspielschulen ihre Stelle antreten, spielen sie nicht selten sofort tragende Rollen (wie Hamlet, Käthchen oder Nora). Für dieses Privileg haben sie das Opfer einer geringen Anfängergage von lediglich 1600 Euro brutto (Stand: 2009) aufzubringen und zermürbende Busfahrten in die teilweise weit entfernten Spielorte auf sich zu nehmen.

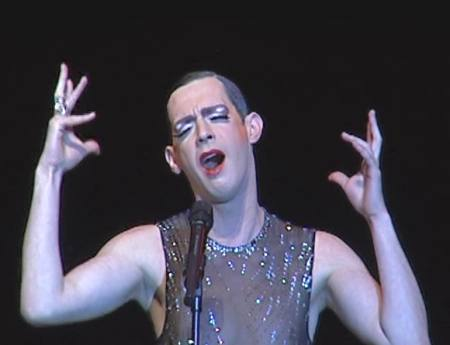
Tim Fischer

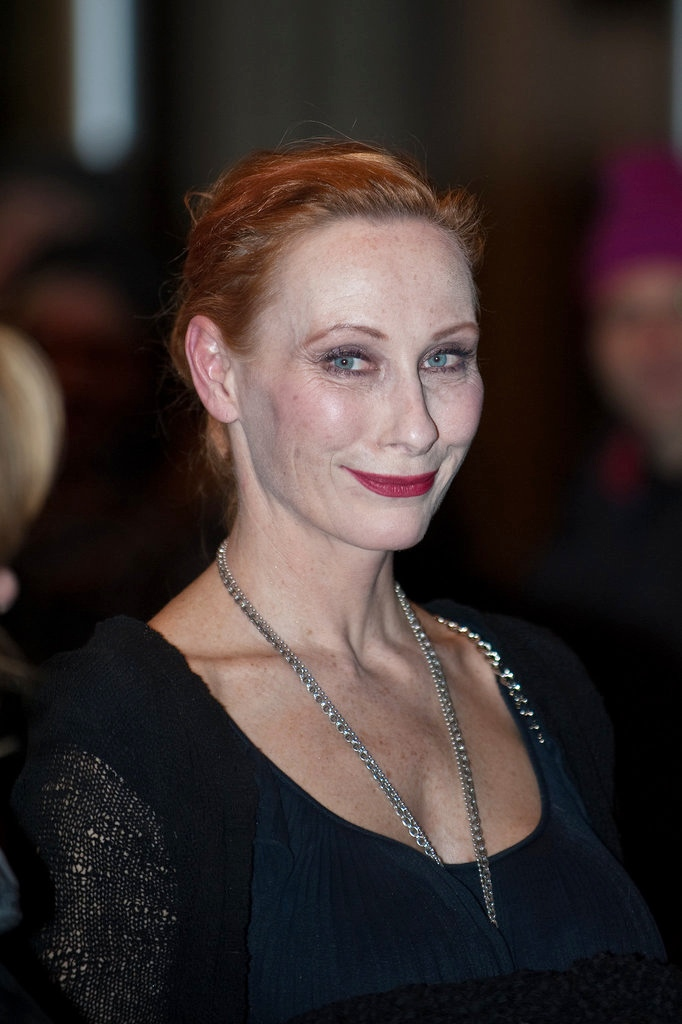
Andrea Sawatzki

Die junge Altersstruktur seines Ensembles stellt das Theater gelegentlich vor Probleme. So bekannte zum Beispiel Intendant Immelmann, dass die Arbeit mit den jungen Schauspielern „beglückend“ sei, räumte aber gleichzeitig ein, dass die Kooperation zwischen den vielen jungen und den wenigen älteren Darstellern nicht immer reibungslos funktioniere. Angesichts des jungen und allzu homogenen Ensembles stießen außerdem Regisseure häufiger auf die Schwierigkeit, ihre Inszenierungen nicht angemessen besetzen zu können. Der Aufsichtsrat des Zweckverbandes bemängelte aus diesem Grund mehrfach, dass der Landesbühne die „gestandenen Schauspieler“ fehlten. Manche Darsteller nutzen die „Sprungbrettfunktion“ des Theaters, das heißt den Zugang zu den attraktiven Rollen, um sich für andere Engagements zu empfehlen. Dies hatte zu verschiedenen Zeiten zur Folge, dass Intendanten größerer Häuser regelmäßig die Vorstellungen der LBNN besuchten und die besten Schauspieler des Ensembles abwarben. Aus diesem Grund war die Fluktuation im Personal zeitweise relativ groß.
Zu den bekannten Künstlern, die an der Landesbühne auftraten, zählen der Chansonsänger Tim Fischer, der zu Beginn seiner Karriere im Jahr 1991 eine Rolle in Rainer Bielfeldts Musical Kennwort Einsames Herz übernahm, die Schauspielerin Andrea Sawatzki, die ebenfalls Anfang der 1990er Jahre in etlichen Schauspiel- und Kindertheaterproduktionen mitwirkte, und der erfolgreiche Theater- und Fernsehschauspieler Siegfried W. Kernen, u. a. bekannt aus der deutschen Fernsehkrimiserie Schwarz-Rot-Gold, der an der LBNN 1964 sein erstes Festengagement antrat. Der Musiker Still Jürn, unter anderem Teil des Folk-Duos Jan & Jürn, gehörte als Schauspieler ebenso zum Ensemble der LBNN wie Thomas Pommer, der heute vor allem als Fernsehproduzent arbeitet. Der bekannte Maler Rainer Fetting absolvierte noch zu Zeiten der Intendanz Stromberg ein Volontariat im Bereich Bühnenbild.
Obwohl viele Ensemblemitglieder nur einige wenige Jahre an der Landesbühne verweilen, gibt es Beispiele von Schauspielern, die jahrzehntelang am Haus beschäftigt waren. Bereits am 2. September 1971 wurde Elisabeth Thiel für ihre 25-jährige Bühnenzugehörigkeit mit der Ehrenmitgliedschaft ausgezeichnet; sie war zur Landesbühne gestoßen, als sie ihren Stammsitz noch in Leer hatte. Andere Schauspieler, die ihre Karriere überwiegend an der LBNN verbrachten, waren Irmgard Solm, Barbara Dembeck, Harry Burmeister, Oskar Matull und Johannes Simons.
Die Größe des Ensembles ist in der knapp 60-jährigen Geschichte der Landesbühne relativ konstant geblieben. Anfang der 1950er Jahre bestand das Ensemble „meist aus 9 Damen und 12 Herren“, in den sechziger Jahren aus neun Damen und 15 Herren. In der Saison 2009/2010 waren 8 weibliche und 14 männliche Darsteller an der Landesbühne engagiert, hinzu kamen etwa 15 Gäste für einzelne Inszenierungen. Neben dem Oberspielleiter beschäftigte das Theater drei Dramaturgen (zwei für das Schauspiel und einen für das Kinder- und Jugendtheater), dagegen keinen festen Regisseur. Einzelne der Schauspieler waren – neben dem Intendanten – auch mit Regieaufgaben betraut, ansonsten arbeitete das Theater mit freien Regisseuren zusammen.

### Prinzipien des Spielplans
Nach häufigen Wechseln in den Anfangsjahren hat sich das Spielgebiet der Landesbühne im nördlichen Niedersachsen seit Mitte der 1990er Jahre nicht mehr verändert. Politisch-soziologisch ist diese Landschaft als sehr heterogen zu bezeichnen. Während etwa die Industriestädte Emden und Wilhelmshaven sowie die Landkreise Aurich und Leer als sozialdemokratische Hochburgen gelten, sind die ländlichen Räume um Papenburg und Vechta katholisch und konservativ geprägt. Auf der Insel Norderney finden sowohl Einheimische als auch Vergnügen suchende Kurgäste den Weg ins Theater. Die „überraschend unterschiedliche Mentalität des Publikums“, auch die mannigfaltig zusammengesetzten Kulturausschüsse der Kommunen, üben seit Gründung der Landesbühne Einfluss auf die Arbeit der jeweiligen Intendanten aus. Dennoch war es nie Anliegen eines Theaterleiters, Teile des Spielplans speziell auf einen bestimmten Ort auszurichten. Eine Ausnahme bildeten bis in die 1990er Jahre lediglich die Sommerspielzeiten auf Norderney, als sich der komplette künstlerische Stab der Landesbühne für mehrere Wochen auf der Insel aufhielt und seinen Gästen ein buntes, abwechslungsreiches Programm bot. Manche Intendanten schätzten es, das Ensemble an einem Ort versammeln zu können, damit sich die Schauspieler untereinander besser kennenlernten. Insgesamt überwogen jedoch die Nachteile bei dieser Lösung, so dass Norderney inzwischen den Status eines von mehreren festen Spielorten hat, der mehrmals pro Saison – mit den unterschiedlichen Produktionen – angesteuert wird.
Obwohl die einzelnen Intendanten verschiedene Schwerpunkte setzten, orientierten sie sich größtenteils am Konzept eines „gemischten Spielplans“, der auf vier Säulen ruhte: Die Klassiker, das zeitgenössische Theater, die Unterhaltung sowie das Kinder- und Jugendtheater. Diese programmatische Breite sollte jeweils ein möglichst großes Publikum ansprechen und die erforderlichen Einnahmen generieren. Das Mischungsverhältnis konnte dabei, je nach Zeitläuften und künstlerischem Temperament des Theaterleiters, stark variieren. Während in den Jahren nach dem Krieg der Bildungsauftrag des Theaters im Mittelpunkt stand und es zu Einstudierungen einer entsprechend hohen Zahl von Schulklassikern kam, machte es sich Rudolf Stromberg zur Aufgabe, „die Arbeit der zeitgenössischen Autoren“ zu beobachten, so dass beispielsweise in der Saison 1967/68 gleich sieben aktuelle Stücke auf dem Spielplan standen. Strombergs Nachfolger Krüger öffnete sich stärker dem Unterhaltungstheater und brachte neben Lustspielen wie Ein Glas Wasser oder Charleys Tante z. B. eine Dramatisierung von Herman Wouks Roman Die Caine war ihr Schicksal auf die Bühne. Mit Georg Immelmann begann – bei ansonsten ausgewogenem Spielplan – die exemplarische Aufarbeitung regionaler Geschichte, die sich auch nach seinem Weggang fortsetzte. Gerhard Hess und seine Mitarbeiter förderten wiederum gezielt junge Dramatiker und brachte nach dem Erfolg mit Meta, Norddeich im Frühjahr 2010 das von der Kulturstiftung des Bundes finanzierte Projekt Schlicksoldaten auf den Weg, das sich künstlerisch mit der Marine, als der Keimzelle der Stadt Wilhelmshaven, auseinandersetzte – unter Beteiligung von Soldaten, Zivilangestellten und deren Familienangehörigen.

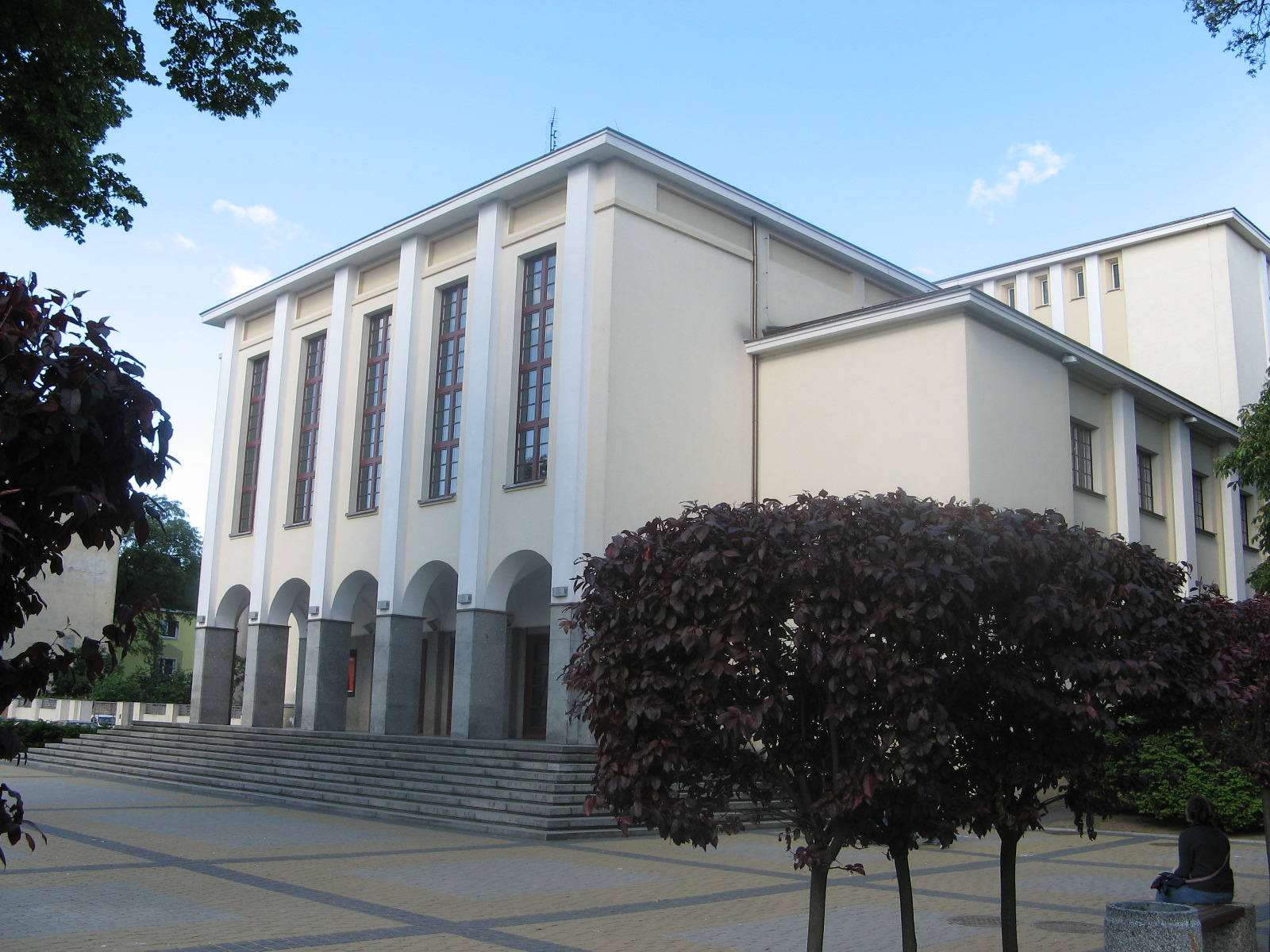
Das Teatr Polski in Bydgoszcz

Zu einer weiteren Konstante innerhalb des „gemischten Spielplans“ entwickelte sich seit den ersten Spielzeiten der LBNN ein starkes Interesse an der deutschen und osteuropäischen Geschichte, unter Einschluss der Themen Flucht und Vertreibung. Schon die in den 1950er Jahren aufgeführten Dramen von Honold und Oelschlegel, die die Kriegs- und Nachkriegsjahre behandelten, wiesen in diese Richtung. Unter Rudolf Stromberg wurde unter anderem das Schauspiel Silvester 1944 des tschechischen Dramatikers Vlastimil Šubrt uraufgeführt, das einen Mordfall in Prag im letzten Kriegswinter zum Gegenstand hat und zeigt, wie sich Tschechen und Deutsche, noch Jahre nach dem Verbrechen, auf Grund von Vorurteilen gegenseitig der Tat bezichtigen (Saison 1965/66). Später, auch während der Intendanz von Mario Krüger, standen einige der kurzen Dramen Václav Havels, Pavel Kohouts und Sławomir Mrożeks auf dem Spielplan. Mehrere Texte von Katharina Gericke beleuchteten die letzten Tage der DDR, während die Vorstellung Sonnenfinsternis, auf Basis des Romans von Arthur Koestler, die Praktiken der stalinistischen Geheimpolizei ins Gedächtnis rief (Saison 2000/2001). Eine mehrjährige Kooperation mit dem Teatr Polski in Bydgoszcz hatte zum Ziel, den Bromberger Blutsonntag aus deutscher und polnischer Perspektive gemeinsam aufzuarbeiten. Zu den Hintergründen der Zusammenarbeit gehörte, dass sich große Teile der deutschen Minderheit, die in Bydgoszcz (Bromberg) lebte, kurz nach Kriegsende in Wilhelmshaven ansiedelten. Die Premiere des Stücks „Bromberg / Bydgoszcz“ (Autoren: Katharina Gericke / Artur Palyga, Regie: Grażyna Kania) fand im Oktober 2012 in Polen statt.

## Gegenwart

### Spielstätten

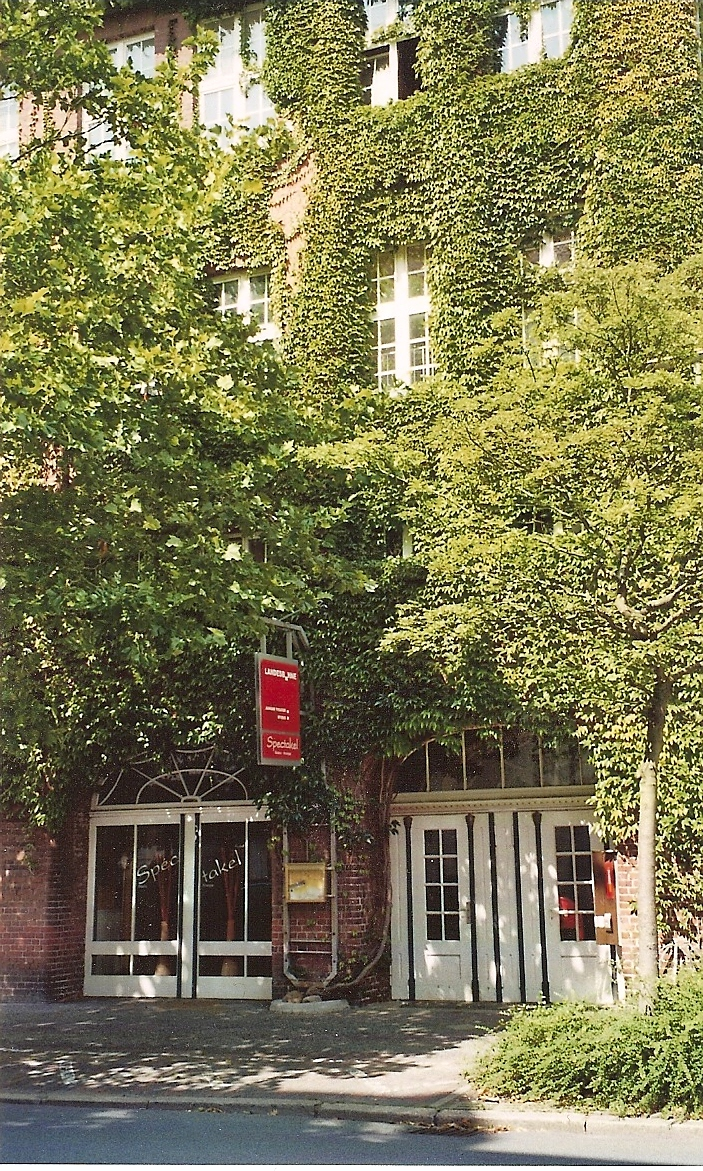
Das ehemalige Junge Theater bzw. Studio in Wilhelmshaven

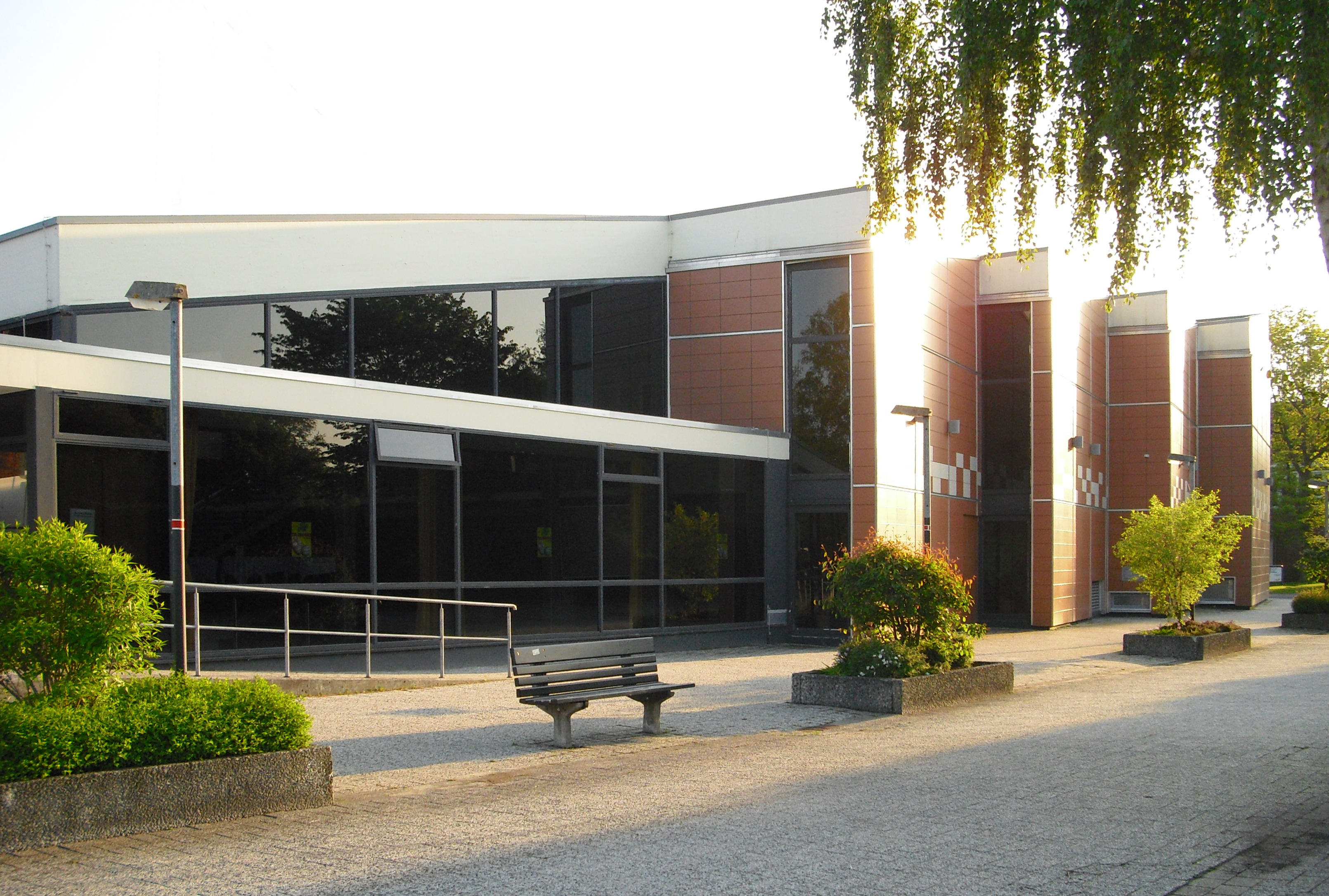
Theater am Dannhalm in Jever

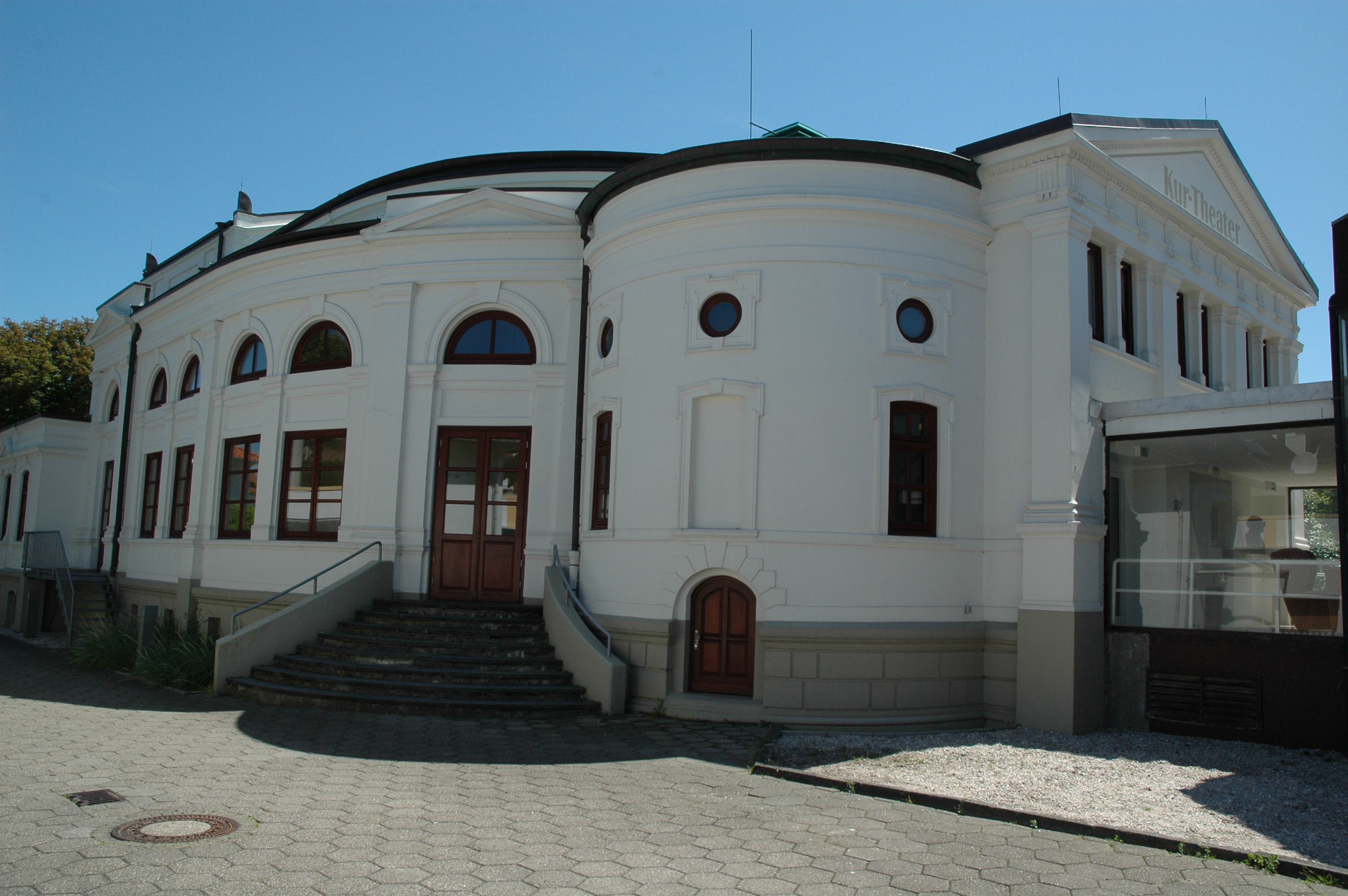
Kurtheater Norderney

Seit Mitte der 1990er Jahre ist das Spielgebiet der Landesbühne Niedersachsen Nord fest umrissen. Im saisonalen Rhythmus präsentiert das Theater seine Produktionen in einer Region, die von 720.000 Menschen bewohnt wird. Nach einer Formulierung des Intendanten Gerhard Hess spielt die LBNN für eine „Großstadt in der Fläche“.
In der Regel wird eine neue Inszenierung am Stammhaus in Wilhelmshaven fünf- bis achtmal gezeigt, in den übrigen Spielorten jeweils einmal. Signifikante Ausnahmen wie im Fall des Musicals Meta, Norddeich, das aufgrund seines Bezuges zur Stadt Norden allein dort sechsmal (Stand: 2010) zu sehen war, sind jedoch möglich.
Die Spielstätten im Einzelnen:
- Wilhelmshaven
  - Stadttheater Wilhelmshaven: Das Theater ist in der ehemaligen Marine-Intendantur, einem Gebäude aus dem Jahr 1904, untergebracht. Bühne und Zuschauerraum sind als klassisches Guckkastentheater konzipiert. Die Besucherbereiche wurde 1983 und zu Beginn des 21. Jahrhunderts modernisiert. Im Saal stehen bis zu 514 Sitzplätze zur Verfügung. Die Bühne ist 18 Meter breit und 7 Meter tief; der Orchestergraben bietet Platz für 52 Musiker.[121]
  - Ehemaliges Junges Theater/Studio: Das Haus an der Rheinstraße beherbergte von 1989 bis 2015 das älteste Kinder- und Jugendtheater Niedersachsens. Auch kleinere Studio-Aufführungen wurden auf der intimen Bühne ohne Rampe präsentiert. Die Spielstätte verfügte über 99 Sitzplätze. Bedingt durch Sanierungsstau wurde sie letztlich aufgegeben.[122]
  - Theater im Oceanis (TheOs): Als Ersatz für das Studio in der Rheinstraße wurde 2016 eine neue Spielstätte für die Junge Bühne und kleine Studio-Produktionen mit 99 Sitzplätzen im grundsanierten Gebäude des ehemaligen Oceanis geschaffen.[122]
  - Ehemaliges Provisorium 29: Während der Deckensanierung des Zuschauerraumes des Stadttheaters vom Sommer 2022 bis zum Frühjahr 2023 war der Spielbetrieb in einen ehemaligen Baumarkt ausgelagert. Diese Ausweichspielstätte wurde Provisorum 29 genannt.[123][124]
- Aurich
  - Stadthalle: Neben der Landesbühne nutzen punktuell auch andere Theater wie das Ohnsorg-Theater den Veranstaltungsort, der ansonsten für Konzerte und Partys zur Verfügung steht. Bei Reihenbestuhlung stehen 500 Sitzplätze zur Verfügung.
- Emden
  - Neues Theater: Das Neue Theater wurde 1970 erbaut und fasst zwischen 600 (Musiktheater) und 680 Personen (Schauspiel). Der Bühnenraum ist 16,80 m breit und 10,80 m tief.
- Esens
  - Theater in der Theodor-Thomas-Halle: Im Jahre 1962 gelang es der Kulturgemeinde der Stadt Esens, die Landesbühne Niedersachsen Nord zu Auftritten in ihrer Stadt zu bewegen.[125] Seitdem ist die Stadt Esens fester Spielort der Landesbühne. Gespielt wird im 382 Sitzplätze fassenden Theater in der Theodor-Thomas-Halle an der Walpurgisstraße.
- Jever
  - Theater am Dannhalm: Nachdem die unzulänglichen Bühnenverhältnisse die Bespielung des Concerthauses mit größeren Bühnenbildern ab den siebziger Jahren nicht mehr zuließen, wurde das Theater am Dannhalm eigens als Spielstätte für die Landesbühne konzipiert. Die Spielstätte verfügt über 352 Sitzplätze.
- Leer
  - Theater an der Blinke: Die ehemalige Emsaula der Berufsbildenden Schulen, mit einem Fassungsvermögen von 800 Zuschauern, wurde 2010 für rund 3,3 Mio. Euro umfassend renoviert und erhielt unter anderem ein neues Foyer, eine neue Bestuhlung und eine moderne Bühnentechnik.[126]
- Norden
  - Theatersaal der Realschule, mit 450 Sitzplätzen.
- Norderney
  - Kurtheater: Das 1894 eröffnete Kurtheater, ein spätklassizistischer Bau des hannoverschen Architekten Johannes Holekamp, entspricht vom Bautyp dem höfisch-öffentlichen Mehrzwecktheater. Seit 1923 wird es auch als Kino genutzt. Das Theater, das einst für etwa 500 Zuschauer konzipiert worden war, verfügt heute über 363 Sitzplätze.
- Papenburg
  - Forum Alte Werft: Das Forum Alte Werft ist in den ehemaligen Fabrikhallen der Meyer Werft untergebracht, die 1992 nach umfangreichen Umbaumaßnahmen in ein Kulturzentrum verwandelt wurden. Zum Ensemble gehören ein Theater mit 240 Plätzen und die Stadthalle mit 800 Plätzen.
- Vechta
  - Metropol: Kinosaal, der auch für Theaterabende genutzt wird, mit 272 Sitzplätzen.
- Weener
  - Karl-Bruns-Realschule: Schulaula, die auch für Kulturveranstaltungen genutzt wird, mit 290 Sitzplätzen.
- Wittmund
  - Aula im Schulzentrum Brandenburger Straße, mit 271 Sitzplätzen.

### Mitarbeiter und Aufführungen
| Spielzeit | Besucher |
| --------- | -------- |
| 2005/2006 | 106.121  |
| 2006/2007 | 102.246  |
| 2007/2008 | 104.128  |
| 2016/2017 | 108.736  |
| 2019/2020 | 73.800   |

Die Landesbühne Niedersachsen Nord beschäftigt in der Spielzeit 2014/2015 mehr als 100 Mitarbeiter. Die Leitung des Hauses besteht aus dem Intendanten Olaf Strieb, dem Verwaltungsdirektor Torben Schumacher, der Leiterin der Jungen Landesbühne, Carola Unser, und der Oberspielleiterin Eva Lange. Dieses Personal erarbeitet über 500 Aufführungen für das gesamte Spielgebiet. Die Vorstellungen verteilen sich auf neun Inszenierungen im Abendspielplan, die in allen Spielorten zu sehen sind, sowie auf vier Studio-Produktionen und sechs Kinder- und Jugendtheaterproduktionen der Jungen Landesbühne.
Nachdem der Besucherrekord aus der Saison 1980/81 nicht mehr erreicht worden war und die Landesbühne in den 1990er Jahren einen weiteren Rückgang der Zuschauerzahlen zu verzeichnen hatte, gelang Anfang des neuen Jahrhunderts eine Trendumkehr. Die Vorstellungen werden seit der Saison 2003/2004 wieder jeweils von mehr als 100.000 Menschen gesehen, darunter von gut 50.000 Besuchern allein in Wilhelmshaven.
Neben den Theateraufführungen finden seit einigen Jahren regelmäßig Liederabende und Lesungen im Stammhaus statt. In der Saison 2009/2010 wurde die Veranstaltungsreihe „Theaterkirche“ vorgestellt, bei der es sich um eine Zusammenarbeit zwischen der Landesbühne und der Christus- und Garnisonkirche in Wilhelmshaven handelt. In Form einer Andacht nähern sich Pfarrer und Dramaturgen dabei gemeinsam Themen aus dem aktuellen Spielplan an.

### Publikum
Schon die ersten Leiter der Landesbühne, Herbert Paris und Wilhelm Grothe, erwirkten Zuschüsse für Schülervorstellungen und Eintrittsermäßigungen für Jugendliche, mit langfristigem Erfolg. Mitte der 1950er Jahre gehörten 1600 junge Leute verschiedenen Jugend-Besucherorganisationen an; 35 Prozent der Zuschauer in den Theatersälen waren Jugendliche. Andere Intendanten wie Georg Immelmann bemühten sich ebenfalls explizit um das junge Publikum, was ihnen den Vorwurf eintrug, aus der Landesbühne ein „reines Kinder- und Jugendtheater“ machen zu wollen.
Auch aktuell machen Besucher jugendlichen Alters, zumal im wichtigen Schul- und Hochschulstandort Wilhelmshaven, einen beträchtlichen Teil des Publikums aus. Wahlabonnements wie das Junior-Six-Pack richten sich gezielt an Schüler und Studierende. Daneben machen sogenannte „Theaterboten“ Werbung für die Landesbühne an den Schulen und organisieren Theaterbesuche. Senioren gehören ebenso in allen Spielorten zum festen Besucherstamm, während die mittlere Generation etwas unterrepräsentiert ist. Die größte Theaterbesuchergemeinschaft in Wilhelmshaven und Umgebung stellt die Volksbühne dar, die 2007 ihr 60-jähriges Bestehen feierte und damit um fünf Jahre älter ist als das Theater selbst. Besondere Angebote gibt es für Arbeitslose, so etwa Eintrittskarten zum stark ermäßigten Preis (2 Euro; Stand: September 2011) für Empfänger von ALG II.
Zu einem der wichtigsten Marketinginstrumente der Landesbühne hat sich in den letzten Jahren das allsommerlich stattfindende „Kulturkarussell“ in Wilhelmshaven entwickelt, das mit einem Umzug der kostümierten Theaterleute durch die Innenstadt beginnt. In einer Spielzeitrevue erhalten die Zuschauer einen Einblick in die Inszenierungen der kommenden Saison. Außerdem haben sie die Möglichkeit, einen Blick hinter die Kulissen zu werfen und Kostüme aus dem Fundus zu ersteigern.

### Etat
Seit der Gründung der Ostfriesischen Landesbühne in Leer beteiligen sich der Zweckverband und das Land Niedersachsen an der Finanzierung der Institution. Während der Intendanz Stromberg wurden die Zuweisungen zu circa 70 Prozent vom Land und zu circa 30 Prozent vom Zweckverband getragen. An dieser Mittelverteilung hat sich bis in die Gegenwart wenig geändert. Zum Jahresetat in Höhe von 5,537 Millionen Euro steuerte das Land Niedersachsen in der Spielzeit 2007/2008 insgesamt 2,908 Millionen Euro bei, der Zweckverband 983.000 Euro. Aufgrund der positiven Entwicklung der Besucherzahlen konnte die Landesbühne knapp 30 Prozent ihrer Kosten (gegenüber 15,9 Prozent im Jahr 1995) selbst erwirtschaften – was bundesweit einen Spitzenwert darstellte.
Dennoch war Anfang 2010 die weitere Finanzierung der LBNN nicht gesichert. Als die Kosten aufgrund von Tariferhöhungen, gestiegenen Energiekosten und teurer gewordenen Bühnenbildmaterialien deutlich anschwollen, passte das Land Niedersachsen seine Zuweisungen der neuen Situation nicht an. Auf diese Weise drohte ein Defizit von 900.000 Euro zu entstehen. Der Zweckverband beschloss daraufhin, seinen Zuschuss drei Jahre lang um jährlich 150.000 Euro aufzustocken, in der Hoffnung, dass das Land diesem Beispiel folgen würde. Trotz gegenteiliger Zusicherungen durch den niedersächsischen Kulturminister Lutz Stratmann wurden die Aufwendungen des Landes jedoch nicht erhöht. Die Landesbühne reagierte mit einer Online-Petition an den Niedersächsischen Landtag, in der sie das Land aufforderte, „das kulturelle Ausbluten des ländlichen Raums im Nordwesten zu beenden“. Ende Mai 2010 sagte das Land Niedersachsen der Landesbühne für das laufende Geschäftsjahr zusätzliche Mittel in Höhe von 140.000 Euro zu. 2011 wurde zwischen der Landesbühne und dem Land Niedersachsen ein neuer Vertrag geschlossen. Er sieht eine „Teildynamisierung“ und nicht, wie von der LBNN gefordert, eine jährliche Steigerung des Landeszuschusses um die Summe der Tarifsteigerungen vor. Da bis 2014 erneute Finanzlücken drohten, beschloss der Zweckverband, seinen finanziellen Beitrag einseitig zu erhöhen.

## Auszeichnungen
- 2. Norddeutsches Theatertreffen in Hamburg (1972): Auszeichnung für Produktion Victor oder die Kinder an der Macht von Roger Vitrac
- 7. Norddeutsches Theatertreffen in Hamburg (1977): Sonderpreis für Produktion Parka, Jeans und 16 Jahre des Theaterpädagogischen Modells
- 10. Norddeutsches Theatertreffen in Lübeck (1981): Auszeichnung für Produktion Columbus entdeckt Amerika von Karl Wesseler
- 14. Norddeutsches Theatertreffen in Göttingen (1985): Auszeichnung für Produktion Der kaukasische Kreidekreis von Bertolt Brecht
- 14. Norddeutsches Theatertreffen in Göttingen (1985): Auszeichnung für Schauspielerin Elke Münch (für ihre Rolle als Grusche in Bertolt Brecht, Der kaukasische Kreidekreis)
- Autorenförderpreis der Landesbühnengruppe im Deutschen Bühnenverein an Katharina Gericke für Geister Bahn, 2000[145]
- Aufsteiger der Saison 1985 (nach Meinung der Fachzeitschrift Theater heute)[146]
- Nominiert für Beste Theaterarbeit abseits der Zentren (von der Fachzeitschrift Die deutsche Bühne, 2006)[147]
- Nominiert für Beste Theaterarbeit abseits der Zentren (von der Fachzeitschrift Die deutsche Bühne, 2008)[148]
- Nominiert für beste Leistung im Bereich Bühne/Raum/Kostüm – Diana Pähler/Andorra – (von der Fachzeitschrift Die deutsche Bühne, 2008)[148]
- Nominiert für beste Leistung im Bereich Regie – Eva Lange/Andorra – (von der Fachzeitschrift Die deutsche Bühne, 2008)[148]
- Nominiert für Beste Regie Schauspiel – Jan Steinbach/Stella – (Der Deutsche Theaterpreis DER FAUST, 2010)[149]
- Ferner erfolgten Einladungen mit Inszenierungen an große deutsche Bühnen. So war die Uraufführungsinszenierung des Völcker-Stückes Albertz, Regie: Christian Hockenbrink, aus der Spielzeit 2008/09 im Berliner Maxim-Gorki-Theater[150] und die Stella-Inszenierung aus der Spielzeit 2009/10 im Deutschen Schauspielhaus in Hamburg zu sehen.[151]

## Intendanten
- 1952–1955: Wilhelm Grothe / Herbert Paris
- 1955–1958: Hermann Ludwig
- 1958–1973: Rudolf Stromberg
- 1973–1979: Mario Krüger
- 1979–1994: Georg Immelmann
- 1994–1996: Thomas Bockelmann
- 1996–1998: Arnold Preuß („Interimistischer künstlerischer Geschäftsführer“)
- 1998–2013: Gerhard Hess
- seit 2013: Olaf Strieb